# جام جهانی فوتبال
جام جهانی فوتبال (یا جام جهانی فوتبال مردان و به‌طور کوتاه: جام جهانی)، یک رقابت بین‌المللی فوتبال است که تیم‌های ملی بزرگسال مردان که از اعضای فدراسیون بین‌المللی فوتبال (فیفا) هستند در آن به رقابت می‌پردازند. این مسابقات از زمان برگزاری نخستین دوره در سال ۱۹۳۰ هر چهار سال یک بار برگزار شده است، به جز در سال‌های ۱۹۴۲ و ۱۹۴۶ که به دلیل وقوع جنگ جهانی دوم برگزار نشد. قهرمان فعلی این رقابت‌ها تیم ملی فوتبال آرژانتین است که سومین قهرمانی خود را در جام جهانی فوتبال ۲۰۲۲ به دست آورد. 
چگونگی برگزاری فعلی مسابقات به این ترتیب است که مرحلهٔ مقدماتی، طی ۳ سال پیش از آغاز مسابقات اصلی برگزار می‌شود تا مشخص شود کدام تیم‌ها واجد شرایط حضور در مرحلهٔ گروهی مسابقات هستند. در مرحلهٔ گروهی، ۴۸ تیم با هم به رقابت می‌پردازند.
تا جام جهانی ۲۰۲۲، ۲۲ فینال برگزار شده و در مجموع ۸۰ تیم ملی با هم به رقابت پرداخته‌اند که فقط ۸ کشور موفق به کسب قهرمانی در این مسابقات شده‌اند. تیم ملی فوتبال برزیل پنج بار قهرمان شده و تنها تیمی است که در همهٔ ادوار جام‌های جهانی حضور داشته است. سایر برندگان جام جهانی عبارت‌اند از آلمان و ایتالیا هر کدام با چهار قهرمانی، آرژانتین با سه قهرمانی، فرانسه و اروگوئه هر کدام با دو قهرمانی؛ و انگلستان و اسپانیا هر کدام با یک قهرمانی.
جام جهانی معتبرترین رقابت فوتبال در جهان و همچنین پربازدیدترین و پرطرفدارترین رویداد ورزشی در جهان است، مانند بازی فینال جام جهانی ۲۰۰۶ که حدود ۷۱۵٫۱ میلیون بیننده داشت؛ عددی معادل یک نُهم کل جمعیت کرهٔ زمین.
تاکنون ۱۷ کشور میزبان جام جهانی بوده‌اند. قطر میزبان مسابقات ۲۰۲۲ بود. جام جهانی ۲۰۲۶ به‌طور مشترک به میزبانی کانادا، ایالات متحدهٔ آمریکا و مکزیک برگزار خواهد شد که باعث می‌شود مکزیک به اولین کشور با سه بار میزبانی جام جهانی تبدیل شود.

## تاریخچه

### مسابقات بین‌المللی پیشین
اولین مسابقهٔ بین‌المللی فوتبال جهان یک مسابقهٔ دوستانه بود که در سال ۱۸۷۲ در گلاسگو میان تیم‌های ملی اسکاتلند و انگلستان برگزار شد و با تساوی ۰–۰ به پایان رسید. اولین تورنمنت بین‌المللی، مسابقات قهرمانی بریتانیا در سال ۱۸۸۴ بود. با افزایش محبوبیت فوتبال در سایر نقاط جهان در آغاز سدهٔ بیستم، فوتبال به عنوان یک ورزش نمایشی و بدون مدال در المپیک ۱۹۰۰ و المپیک ۱۹۰۴ حضور داشت.
پس از تأسیس فیفا در سال ۱۹۰۴، این نهاد تلاش کرد تا در سال ۱۹۰۶ یک تورنمنت بین‌المللی فوتبال بین کشورهای خارج از چارچوب المپیک در سوئیس ترتیب دهد اما چون سال‌های آغازین این رشتهٔ ورزشی بود، توفیقی کسب نکرد و شکست خورد.
در المپیک ۱۹۰۸ در لندن، فوتبال به یک رقابت رسمی تبدیل شد که توسط اتحادیهٔ فوتبال انگلستان برنامه‌ریزی شد. این رویداد فقط برای بازیکنان آماتور برگزار شد. بریتانیا (به نمایندگی از تیم ملی فوتبال آماتور انگلیس) مدال طلا را کسب کرد. آن‌ها این کار را در بازی‌های المپیک ۱۹۱۲ در استکهلم نیز تکرار کردند.
با ادامهٔ مسابقات المپیک فقط میان تیم‌های آماتور، توماس لیپتون مسابقات قهرمانی سِر توماس لیپتون را در سال ۱۹۰۹ در تورین برگزار کرد. در این رقابت‌ها، تیم‌های ملی شرکت نداشتند بلکه از هر کشور، یک تیم باشگاهی و به عنوان نمایندهٔ آن کشور در این مسابقات حضور پیدا می‌کرد. این رقابت گاهی به عنوان اولین جام جهانی توصیف می‌شود. معتبرترین تیم‌های باشگاهی حرفه‌ای از ایتالیا، آلمان و سوئیس در آن حضور داشتند اما اتحادیهٔ فوتبال انگلستان از همراهی با این رقابت‌ها خودداری کرد و پیشنهاد اعزام تیم حرفه‌ای را رد کرد. لیپتون از وست اوکلند، یک تیم آماتور از کانتی دورام دعوت کرد تا انگلستان را در این رقابت‌ها نمایندگی کند. وست اوکلند برندهٔ مسابقات شد.
در سال ۱۹۱۴، فیفا موافقت کرد که مسابقات فوتبال المپیک را به عنوان «قهرمانی جهانی فوتبال آماتورها» به رسمیت بشناسد و مسئولیت مدیریت این رویداد را بر عهده گرفت. این امر، راه را برای اولین رقابت بین-قاره‌ای فوتبال جهان هموار کرد. در بازی‌های المپیک ۱۹۲۰، مصر و ۱۳ تیم اروپایی به رقابت پرداختند که در نهایت بلژیک قهرمان شد. اروگوئه در دو تورنمنت فوتبال المپیک بعدی، یعنی سال ۱۹۲۴ و ۱۹۲۸ قهرمان شد. این مسابقات همچنین اولین دور مسابقات آزاد جهانی بودند، زیرا سال ۱۹۲۴ شروع دورهٔ حرفه‌ای فیفا بود که فوتبال برای نخستین بار، به عنوان ورزشی رسمی در المپیک مورد رقابت قرار گرفت و فیفا مسئولیت برگزاری آن را به عهده داشت. البته در آن زمان تنها تیم ملی انگلستان یک تیم حرفه‌ای بود و سایر تیم‌ها دارای بازیکنان آماتور بودند و به همین دلیل در دو دورهٔ بعدی المپیک، مدال طلا را انگلستان کسب کرد.

### پیش از جنگ جهانی دوم

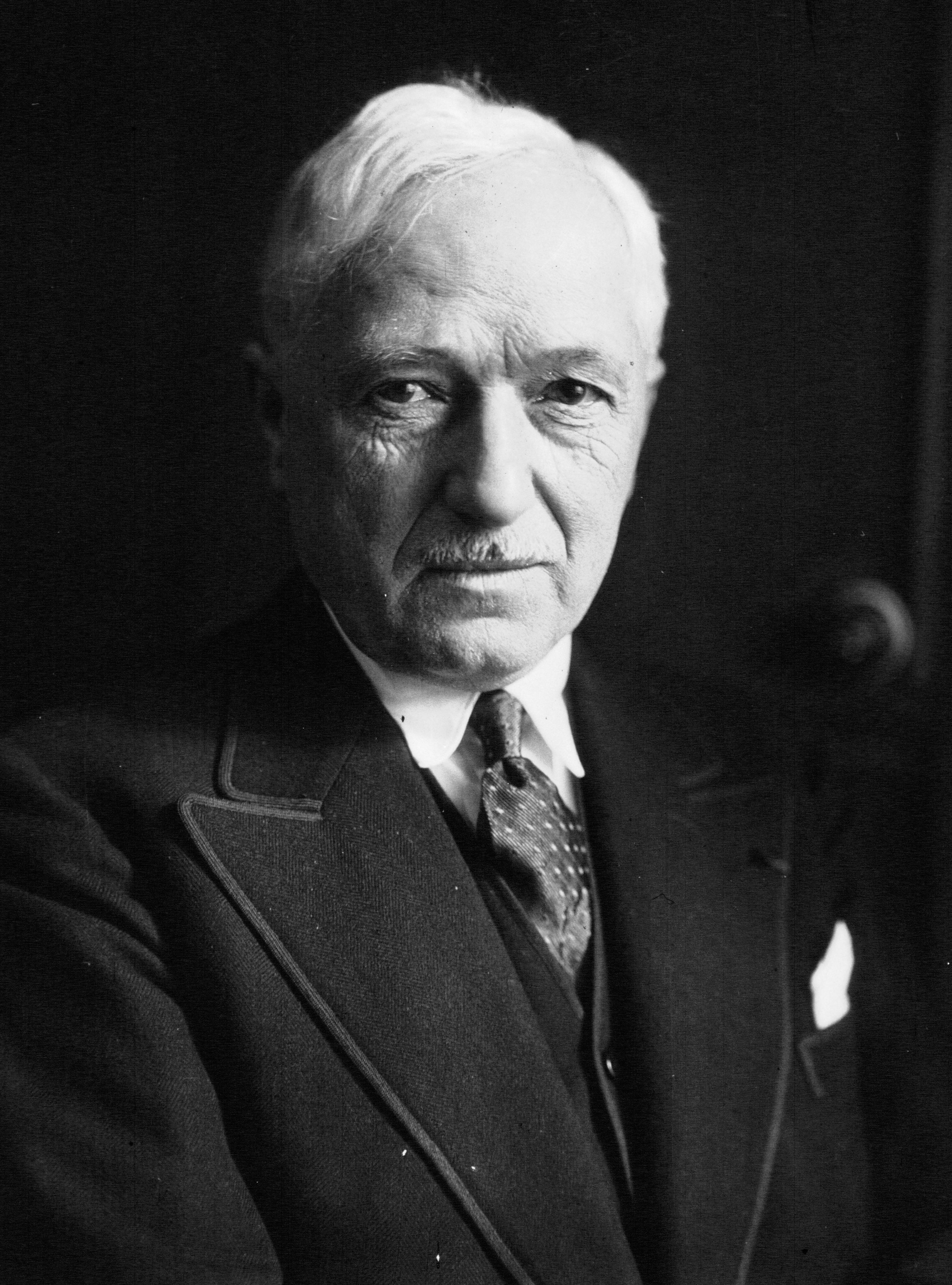
ژول ریمه رئیس فیفا، کنفدراسیون‌ها را متقاعد کرد که یک مسابقهٔ بین‌المللی فوتبال را تبلیغ کنند.

با توجه به موفقیت مسابقات فوتبال المپیک، فیفا با تلاش رئیسش ژول ریمه، دوباره شروع به برگزاری مسابقات بین‌المللی خود در خارج از المپیک کرد. در ۲۸ مه ۱۹۲۸، کنگرهٔ فیفا در آمستردام تصمیم گرفت که خودش مسابقات قهرمانی جهان را برگزار کند. با توجه به این‌که اروگوئه تا آن زمان دو بار قهرمان رسمی فوتبال جهان شده‌بود و در آستانهٔ جشن صدمین سالگرد استقلال خود نیز بود، فیفا اروگوئه را به نام کشور میزبان اولین دورهٔ مسابقات جام جهانی در سال ۱۹۳۰ معرفی کرد.
فدراسیون‌های ملی کشورهای منتخب برای اعزام تیم دعوت شدند، اما انتخاب اروگوئه به عنوان محل برگزاری مسابقات به معنای سفری طولانی و پرهزینه از اقیانوس اطلس برای طرف‌های اروپایی بود. در واقع هیچ کشور اروپایی تا دو ماه قبل از شروع مسابقات متعهد به اعزام تیم نشد. ریمه در نهایت تیم‌های بلژیک، فرانسه، رومانی و یوگسلاوی را متقاعد کرد که این سفر را انجام دهند. در مجموع، ۱۳ کشور شرکت کردند: هفت تیم از آمریکای جنوبی، چهار تیم از اروپا و دو تیم از آمریکای شمالی.

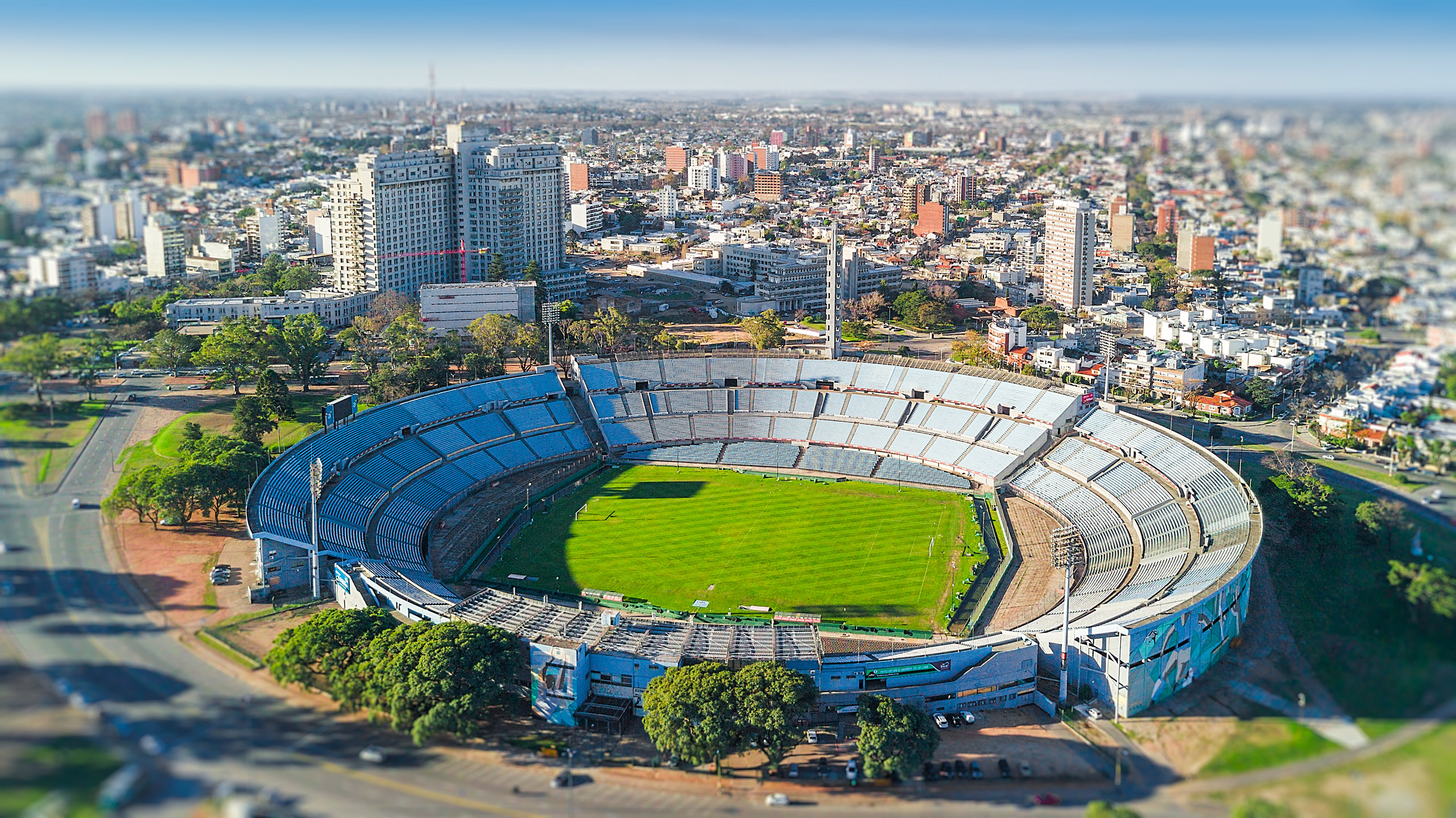
ورزشگاه سنتناریو، محل برگزاری اولین فینال جام جهانی در سال ۱۹۳۰ در مونته‌ویدئو، اروگوئه

دو بازی اول جام جهانی به‌طور همزمان در ۱۳ ژوئیهٔ ۱۹۳۰ برگزار شد که طی آن‌ها فرانسه با نتیجهٔ ۴–۱ مکزیک را شکست داد و ایالات متحدهٔ آمریکا ۳–۰ بلژیک را مغلوب کرد. اولین گل در تاریخ جام جهانی توسط لوسین لوران از فرانسه به ثمر رسید. در فینال، اروگوئه توانست آرژانتین را ۴–۲ و در حضور ۹۳ هزار نفر در مونته‌ویدئو شکست دهد و اولین کشوری شد که توانسته بود برندهٔ جام جهانی فوتبال شود. پس از ایجاد جام جهانی، فیفا و کمیتهٔ بین‌المللی المپیک در مورد وضعیت بازیکنان آماتور اختلاف نظر داشتند و بنابراین فوتبال از المپیک ۱۹۳۲ حذف شد. پس از این‌که فیفا و کمیتهٔ ملی المپیک اختلافات خود را حل کردند، فوتبال در المپیک ۱۹۳۶ بازگشت، اما تحت‌الشعاع جام جهانی قرار گرفت که تورنمنت معتبرتری بود.
از جمله مسائلی که در مسابقات اولیهٔ جام جهانی با آن مواجه بودند، مشکلات سفر بین قاره‌ای و جنگ بود. تعداد کمی از تیم‌های آمریکای جنوبی حاضر به سفر به اروپا برای جام جهانی ۱۹۳۴ بودند و همهٔ کشورهای آمریکای شمالی و جنوبی به جز برزیل و کوبا، جام جهانی ۱۹۳۸ را تحریم کردند. برزیل تنها تیم آمریکای جنوبی بود که در هر دو جام جهانی شرکت کرد. مسابقات ۱۹۴۲ و ۱۹۴۶، که آلمان و برزیل به دنبال میزبانی آن بودند، به دلیل وقوع جنگ جهانی دوم و پیامدهای آن لغو شدند.

### پس از جنگ جهانی دوم

بازی افتتاحیهٔ ورزشگاه ماراکانا در ریو دو ژانیرو، اندکی پیش از جام جهانی فوتبال ۱۹۵۰

جام جهانی ۱۹۵۰ که در برزیل برگزار شد، اولین دوره با حضور شرکت‌کنندگان بریتانیایی بود. تیم‌های بریتانیایی در سال ۱۹۲۰ از فیفا خارج شدند چون از یک سو تمایل نداشتند با کشورهایی که با آن‌ها در حال جنگ بودند، بازی کنند و از سوی دیگر فوتبال را ورزشی بریتانیایی می‌دانستند و مایل بودند تا آن را همچنان ورزشی بریتانیایی نگه دارند. اما پس از دعوت فیفا در سال ۱۹۴۶ دوباره به آن پیوستند. این مسابقات همچنین شاهد بازگشت قهرمان ۱۹۳۰ یعنی اروگوئه بود که دو جام جهانی قبلی را تحریم کرده بود. اروگوئه پس از شکست دادن برزیل میزبان، در مسابقه‌ای معروف به «ماراکانا» دوباره قهرمان مسابقات شد.
در بازی‌های بین سال‌های ۱۹۳۴ و ۱۹۷۸، ۱۶ تیم در هر تورنمنت به رقابت می‌پرداختند، به جز جام جهانی ۱۹۳۸، که اتریش و آلمان پس از پیوستن اتریش به آلمان نازی تحت یک تیم شرکت کردند و با ۱۵ تیم مسابقات به اتمام رسید و در سال ۱۹۵۰ که تیم‌های هند، اسکاتلند، و ترکیه کنار رفتند و مسابقات با ۱۳ تیم برگزار شد. اکثر کشورهای شرکت‌کننده از اروپا و آمریکای جنوبی و تعداد بسیار اندکی از آمریکای شمالی، آفریقا، آسیا و اقیانوسیه بودند. این تیم‌ها معمولاً به راحتی از تیم‌های اروپایی و آمریکای جنوبی شکست می‌خوردند. تا سال ۱۹۸۲، تنها تیم‌های خارج از اروپا و آمریکای جنوبی که از دور اول صعود کردند عبارت بودند از: ایالات متحدهٔ آمریکا، نیمه‌نهایی د جام جهانی ۱۹۳۰؛ کوبا، یک چهارم نهایی در جام جهانی ۱۹۳۸؛ کرهٔ شمالی، یک چهارم نهایی در جام جهانی ۱۹۶۶؛ و مکزیک، یک چهارم نهایی در جام جهانی ۱۹۷۰.

### گسترش به ۳۲ تیم

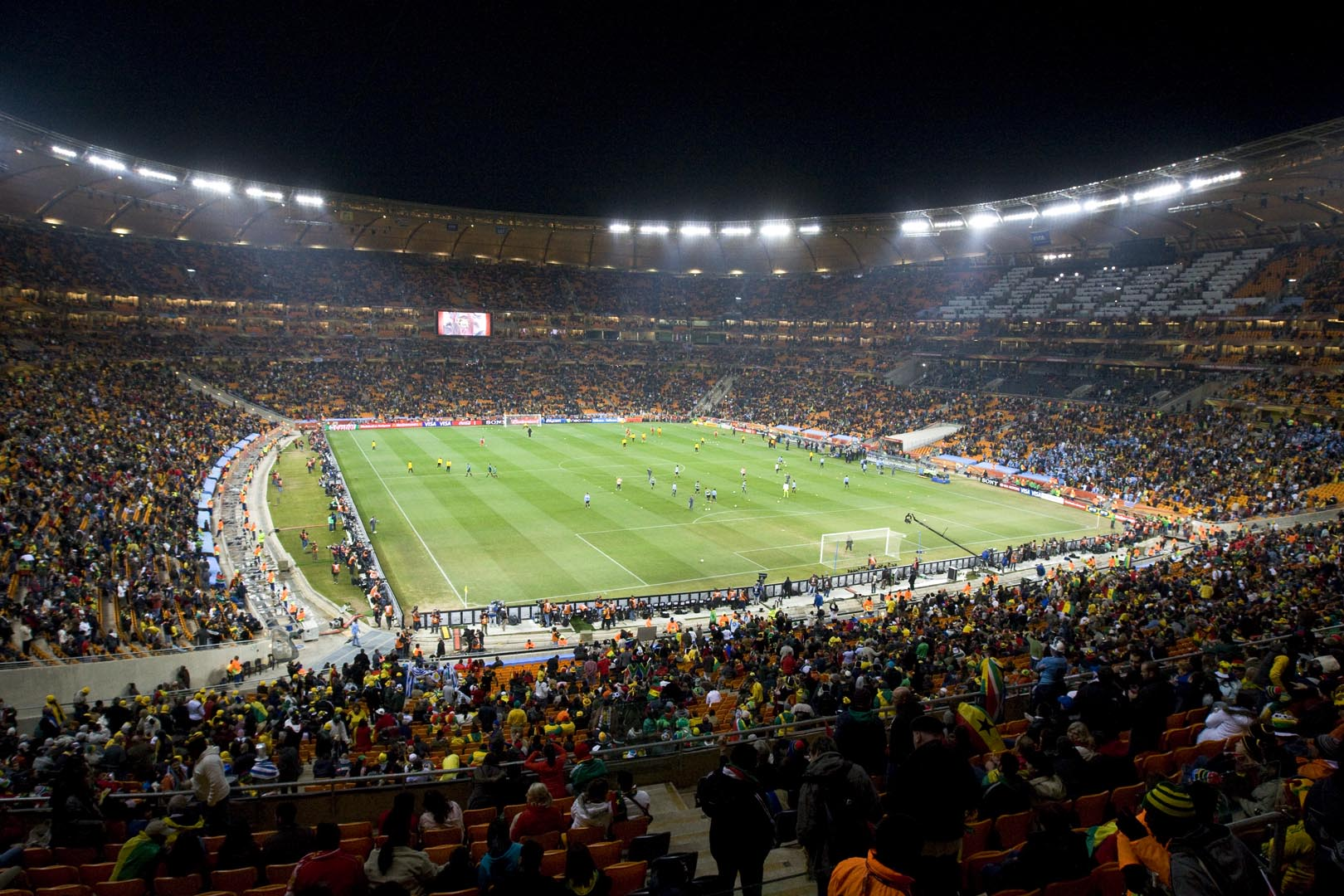
نمای داخلی ورزشگاه اف‌ان‌بی در ژوهانسبورگ، آفریقای جنوبی، در حین مسابقه‌ای در جام جهانی فوتبال ۲۰۱۰

در بازی‌های سال ۱۹۸۲ تعداد تیم‌های حاضر به ۲۴ تیم، و سپس در سال ۱۹۹۸ به ۳۲ تیم افزایش یافت این امر به تیم‌های بیشتری از آفریقا، آسیا و آمریکای شمالی اجازه می‌داد تا در جام جهانی شرکت کنند. از آن زمان، تیم‌های این مناطق موفقیت بیشتری کسب کرده‌اند و چندین تیم به مرحلهٔ یک چهارم نهایی رسیده‌اند: مکزیک، یک چهارم نهایی در ۱۹۸۶؛ کامرون، یک چهارم نهایی در ۱۹۹۰؛ کرهٔ جنوبی، ردهٔ چهارم در ۲۰۰۲؛ سنگال، به همراه ایالات متحدهٔ آمریکا، صعود به دور حذفی در ۲۰۰۲؛ غنا، یک چهارم نهایی ۲۰۱۰؛ و کاستاریکا، یک چهارم نهایی در سال ۲۰۱۴ عنوان چهارمی در ۲۰۲۲ مراکش. فینالیست‌های یک چهارم نهایی در سال‌های ۱۹۹۴، ۱۹۹۸، ۲۰۰۶ و ۲۰۱۸ همگی از اروپا یا آمریکای جنوبی بودند و فینالیست‌های تمام تورنمنت‌ها تا کنون نیز فقط از اروپا یا آمریکای جنوبی بودند.
دویست تیم به دور مقدماتی جام جهانی ۲۰۰۲ راه یافتند. ۱۹۸ کشور تلاش کردند تا برای جام جهانی فوتبال ۲۰۱۰ واجد شرایط شوند، در حالی که رکورددار حضور در مرحلهٔ مقدماتی جام جهانی با ۲۰۴ کشور به جام جهانی فوتبال ۲۰۱۰ تعلق دارد.

### گسترش به ۴۸ تیم
در اکتبر ۲۰۱۳، سپ بلاتر، رئیس وقت فیفا، از تضمین داشتن سهمیه برای اتحادیهٔ فوتبال کارائیب در جام جهانی صحبت کرد. بلاتر در شمارهٔ ۲۵ اکتبر ۲۰۱۳ هفته‌نامهٔ فیفا نوشت: «از منظر صرفاً ورزشی، من مایلم جهانی‌شدن را در نهایت جدی بگیرم و کنفدراسیون‌های آفریقا و آسیا در این رقابت‌ها جایگاهی را کسب کنند که شایستهٔ آن هستند. جام جهانی فوتبال نمی‌تواند این‌طور باشد که کنفدراسیون‌های اروپا و آمریکای جنوبی ادعای اکثر سهمیه‌های جام جهانی را داشته باشند.»
پس از انتشار مجله، رقیب احتمالی بلاتر برای ریاست فیفا، میشل پلاتینی رئیس یوفا، پاسخ داد که او قصد دارد جام جهانی را به ۴۰ تیم افزایش دهد و ۸ تیم به تعداد شرکت‌کنندگان اضافه کند. پلاتینی گفت که یک سهمیهٔ اضافی به یوفا، چهار سهمیه به کنفدراسیون فوتبال آسیا و کنفدراسیون فوتبال آفریقا، دو سهمیهٔ مشترک بین کونکاکاف و کونمبول اختصاص خواهد داد و یک سهمیهٔ مستقیم برای کنفدراسیون فوتبال اقیانوسیه. واضح بود که چرا پلاتینی می‌خواهد جام جهانی را گسترش دهد. او گفت: «[جام جهانی] بر اساس کیفیت تیم‌ها نیست، زیرا شما ۳۲ تیم برتر جام جهانی را ندارید… اما این یک سازش خوب است… این یک موضوع سیاسی است، پس چرا آفریقایی‌های بیشتری نداشته باشید؟ رقابت برای آوردن همهٔ مردم دنیاست، اگر امکان شرکت را ندهید، پیشرفت نمی‌کنند.»
در اکتبر ۲۰۱۶، رئیس فیفا جیانی اینفانتینو حمایت خود را از برگزاری جام جهانی ۴۸ تیمی در سال ۲۰۲۶ اعلام کرد. در ۱۰ ژانویهٔ ۲۰۱۷، فیفا تأیید کرد که جام جهانی ۲۰۲۶ دارای ۴۸ تیم خواهد بود.

## جام
از سال ۱۹۳۰ تا ۱۹۷۰، جام تیم قهرمان جام جهانی فوتبال به تیم برندهٔ جام جهانی اهدا شد. نام اصلی این جام «پیروزی» است و با نام «کوپ د موند» (به فرانسوی: Coupe du Monde) به‌معنای «جام جهانی» شناخته می‌شود و در سال ۱۹۴۶، به‌افتخار ژول ریمه، رئیس فیفا که برگزاری مسابقات جام جهانی را سازمان‌دهی کرد و در سال ۱۹۵۶ درگذشت، تغییر نام یافت.
این جام پیش از برگزاری فینال جام جهانی ۱۹۶۶ ربوده‌شد اما توسط سگی پیدا شد و سارق نیز به مدت دو سال به زندان افتاد. سرانجام، پس از سومین قهرمانی تیم ملی فوتبال برزیل در جام جهانی ۱۹۷۰، جام ژول ریمه به عنوان پاداش برای همیشه به کنفدراسیون فوتبال برزیل تعلق گرفت. این جام باری دیگر در ۱۹ دسامبر ۱۹۸۳، هنگامی که در مقر کنفدراسیون فوتبال برزیل در ریو دو ژانیرو قرارداشت، ربوده‌شد و ظاهراً دزدان آن را ذوب کرده‌اند. پس از سرقت، ماکت این جام به دستور کنفدراسیون فوتبال برزیل ساخته و نگهداری شد.

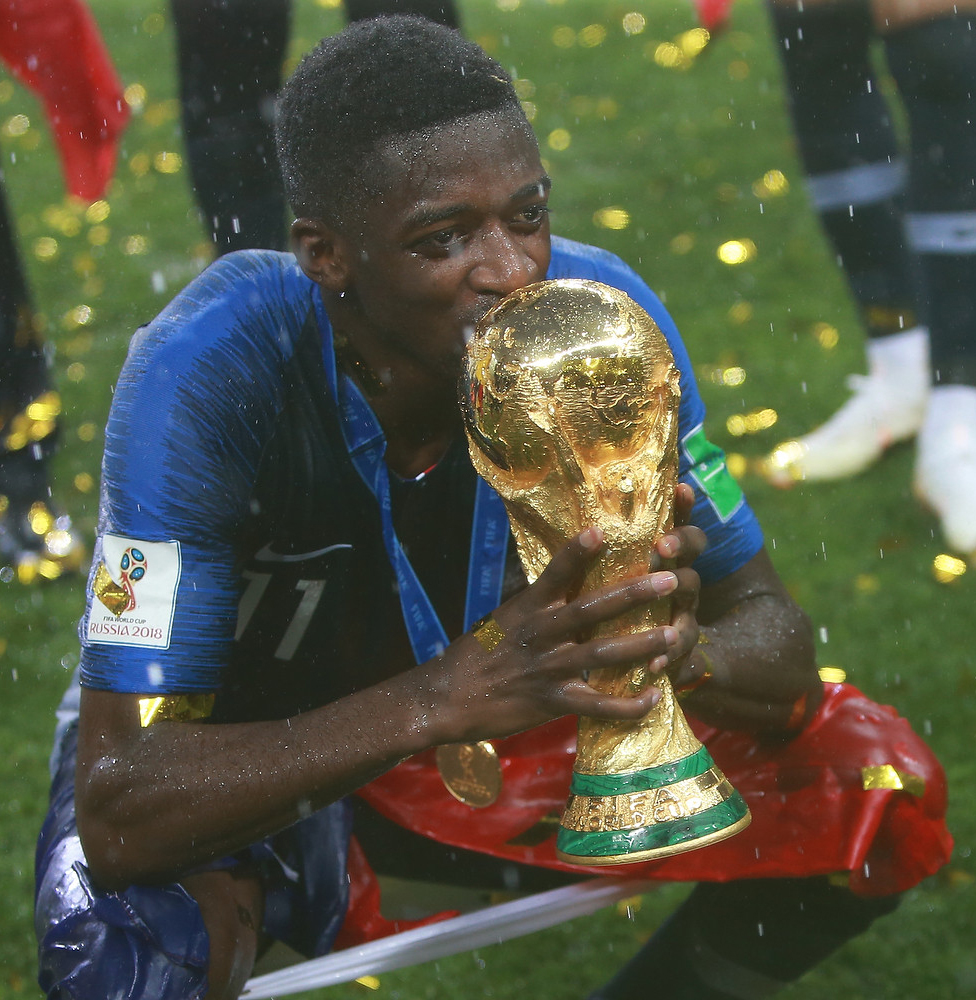
جام کنونی در دست عثمان دمبله. این جام از سال ۱۹۷۴ ارائه شده است.

پس از سال ۱۹۷۰، جام جدیدی به نام جامِ جام جهانی طراحی شد. کارشناسان فیفا از هفت کشور، ۵۳ مدل ارائه‌شده را ارزیابی کردند و در نهایت کار طراح ایتالیایی سیلویو گاتزانیگا را انتخاب کردند. این جام ۳۶ سانتیمتر (۱۴٫۲ اینچ) قد دارد و وزن آن ۶٫۱۷۵ کیلوگرم (۱۳٫۶ پوند) است و از طلای ۱۸ عیار (۷۵٪) ساخته شده است. پایه شامل دو لایهٔ نیمه‌قیمتی مرمر سبز است، در حالی که قسمت پایین جام سال و نام هر یک از برندگان جام جهانی فوتبال از زمان جام جهانی ۱۹۷۴ حک شده است.
این جام جدید به‌طور دائم به کشور برنده تعلق نمی‌گیرد. برندگان جام جهانی فقط تا پایان جشن پس از بازی جام را حفظ می‌کنند. بلافاصله پس از آن به جای جام تماماً طلا، یک ماکت با روکش طلا به آن‌ها اعطا می‌شود.
در حال حاضر، تمامی اعضای (بازیکنان، مربیان و مدیران) سه تیم برتر مدال‌هایی با نشان جام جهانی دریافت می‌کنند. قهرمان (طلا)، نایب قهرمان (نقره) و مقام سوم (برنز). در جام جهانی ۲۰۰۲، مدال‌هایی به مقام چهارم، کرهٔ جنوبی که یکی از میزبانان بود اهدا شد. قبل از مسابقات ۱۹۷۸، مدال‌ها فقط به یازده بازیکن حاضر در زمین در پایان فینال و مسابقهٔ رده‌بندی اهدا می‌شد. در نوامبر ۲۰۰۷، فیفا اعلام کرد که به تمام اعضای تیم‌های قهرمان جام جهانی بین سال‌های ۱۹۳۰ تا ۱۹۷۴ باید مدال‌های برنده اعطا شود.

## نحوهٔ برگزاری

### مقدماتی
از زمان برگزاری دومین جام جهانی در ۱۹۳۴، مسابقات مقدماتی برای تعیین تیم‌های شرکت‌کننده در بازی‌های جام جهانی برگزار می‌شود. مسابقات مقدماتی در شش منطقهٔ قاره‌ای فیفا (آفریقا، آسیا، آمریکای شمالی و مرکزی و کارائیب، آمریکای جنوبی، اقیانوسیه، و اروپا) تحت نظارت کنفدراسیون‌های مربوطه برگزار می‌شوند. برای هر تورنمنت، فیفا از قبل تعداد سهمیه‌هایی را که به هر یک از مناطق قاره‌ای تعلق می‌گیرد، معمولاً بر اساس قدرت نسبی تیم‌های کنفدراسیون‌ها تعیین می‌کند.
روند احراز صلاحیت می‌تواند تقریباً سه سال قبل از مسابقات نهایی شروع شود و در یک دورهٔ دو ساله ادامه یابد. فرمت مسابقات مقدماتی بین کنفدراسیون‌ها متفاوت است. معمولاً یک یا دو سهمیه به برندگان بازی‌های حذفی بین قاره‌ای تعلق می‌گیرد. به عنوان مثال، برندهٔ منطقهٔ اقیانوسیه و تیم پنجم منطقهٔ آسیا برای حضور در جام جهانی ۲۰۱۰ به مرحلهٔ پلی‌آف راه یافتند. از جام جهانی ۱۹۳۸ به بعد، کشورهای میزبان به‌طور خودکار جواز حضور در مسابقات نهایی را دریافت می‌کنند. این حق بین سال‌های ۱۹۳۸ تا ۲۰۰۲ نیز به مدافعان قهرمانی اعطا شد، اما از جام جهانی ۲۰۰۶ به بعد لغو شد و قهرمانان باید در مرحلهٔ مقدماتی حاضر شوند. برزیل، قهرمان جام جهانی ۲۰۰۲، اولین مدافع عنوان قهرمانی بود که مسابقات مقدماتی را انجام داد.

### مسابقهٔ پایانی
مسابقات پایانی با شکل کنونی از سال ۱۹۹۸ اجرایی شد و در طی آن ۳۲ تیم ملی در طول یک ماه در کشورهای میزبان رقابت می‌کنند. دو مرحله وجود دارد: مرحلهٔ گروهی و سپس مرحلهٔ حذفی.
در مرحلهٔ گروهی، تیم‌ها در هشت گروه چهار تیمی به رقابت می‌پردازند. هشت تیم، از جمله میزبان، با سایر تیم‌ها با استفاده از فرمولی بر اساس رده‌بندی جهانی فیفا یا عملکرد در جام‌های جهانی اخیر انتخاب می‌شوند و در گروه‌های جداگانه قرار می‌گیرند. تیم‌های دیگر معمولاً بر اساس معیارهای جغرافیایی به «گلدان‌های» متفاوتی تقسیم می‌شوند و تیم‌های هر گلدان به‌طور تصادفی در هشت گروه قرار می‌گیرند. از جام جهانی ۱۹۹۸، محدودیت‌هایی برای قرعه‌کشی اعمال شده است تا اطمینان حاصل شود که هیچ گروهی شامل بیش از دو تیم اروپایی یا بیش از یک تیم از هر کنفدراسیون دیگری نباشد.
هر گروه یک بازی به‌صورت نوبت‌گردشی را انجام می‌دهد که در آن هر تیم در سه بازی با دیگر تیم‌های هم‌گروه دیدار می‌کند. این بدان معناست که در مجموع شش بازی در یک گروه انجام می‌شود. آخرین دور مسابقات هر گروه به‌طور همزمان برنامه‌ریزی‌شده است تا عدالت بین هر چهار تیم حفظ شود. دو تیم برتر هر گروه به مرحلهٔ حذفی راه می‌یابند. برای رتبه‌بندی تیم‌ها در یک گروه از امتیاز استفاده می‌شود. از جام جهانی ۱۹۹۴، ۳ امتیاز برای برد، ۱ امتیاز برای تساوی و صفر امتیاز برای باخت در نظر گرفته شده است؛ تا پیش از این، هر برد ۲ امتیاز و تساوی ۱ امتیاز داشت.
اگر تمام نتایج ممکن (برد، تساوی، باخت) را برای هر شش مسابقه در یک گروه در نظر بگیریم، ۷۲۹ (= ۳۶) ترکیب نتیجه ممکن است. با این حال، ۲۰۷ مورد از این ترکیب‌ها منجر به تساوی بین مقام‌های دوم و سوم می‌شود. در این صورت رده‌بندی بین این تیم‌ها به شرح زیر تعیین می‌شود:
1. تفاضل گل در همهٔ مسابقات گروهی
2. تعداد گل زده در همهٔ مسابقات گروهی
3. اگر دو یا چند تیم بر اساس معیارهای فوق یکسان باشند، رتبه‌بندی آن‌ها به صورت زیر تعیین می‌شود:
  1. امتیازات گرفته شده از یکدیگر (بازی رو در رو)
  2. تفاضل گل با بازی رو در رو
  3. گل‌های زده در بازی رو در رو
  4. امتیازات بازی جوانمردانه که بر اساس تعداد کارت‌های زرد و قرمز دریافتی در مرحله گروهی مشخص می‌شود:
    1. کارت زرد: ۱ امتیاز منفی
    2. کارت قرمز غیرمستقیم (کارت زرد دوم): ۳ امتیاز منفی
    3. کارت قرمز مستقیم: ۴ امتیاز منفی
    4. کارت زرد و کارت قرمز مستقیم: ۵ امتیاز منفی
4. در صورتی که هر یک از تیم‌های بالا پس از اعمال ضوابط بالا یکسان باشند، رتبه‌بندی آن‌ها با قرعه‌کشی انجام خواهد شد

مرحلهٔ حذفی یک رقابت تک‌حذفی است که در آن تیم‌ها در یک مسابقه با یکدیگر بازی می‌کنند و در صورت لزوم از وقت اضافه و ضربات پنالتی برای تعیین برنده استفاده می‌شود. این مرحله با مرحلهٔ یک شانزدهم پایانی (یا دور دوم) آغاز می‌شود که در آن تیم اول هر گروه با تیم دوم یک گروه دیگر بازی می‌کند. پس از آن مرحلهٔ یک چهارم پایانی، نیمه‌پایانی، رده‌بندی (مقابلهٔ تیم‌های سوم و چهارم) و بازی‌پایانی دنبال می‌شود.
در ۱۰ ژانویهٔ ۲۰۱۷، فیفا فرمت جدیدی را تصویب کرد، جام جهانی ۴۸ تیمی (برای پذیرش تیم‌های بیشتر)، که شامل ۱۶ گروه سه تیمی می‌شود و از هر گروه، دو تیم اول به مرحلهٔ حذفی صعود می‌کنند و مرحلهٔ حذفی دارای ۳۲ تیم خواهد بود.

## میزبان‌ها

نقشهٔ میزبانان جام جهانی فوتبال، ۱۹۳۰–۲۰۲۲. سبز: یک بار؛ سبز تیره: دو بار؛ سبز روشن: برنامه‌ریزی شده

### فرایند انتخاب
جام‌های جهانی ابتدایی در جلسات کنگرهٔ فیفا به کشورها داده شد. مکان‌ها بحث‌برانگیز بود زیرا آمریکای جنوبی و اروپا تا حد زیادی دو مرکز قدرت در فوتبال بودند و سفر بین آن‌ها به سه هفته با کشتی زمان نیاز داشت. برای مثال، تصمیم برای برگزاری اولین جام جهانی در اروگوئه، منجر به حضور تنها چهار کشور اروپایی شد. دو جام جهانی بعدی هر دو در اروپا برگزار شدند. تصمیم برای برگزاری دومین دوره در فرانسه مورد مناقشه قرار گرفت، زیرا کشورهای آمریکای جنوبی می‌دانستند که این مکان به‌طور متناوب بین دو قاره تغییر می‌کند. هم آرژانتین و هم اروگوئه جام جهانی ۱۹۳۸ را تحریم کردند.
از زمان جام جهانی ۱۹۵۸، برای جلوگیری از تحریم‌ها یا جنجال‌های آینده، فیفا الگوی جایگزینی میزبان بین قارهٔ آمریکا و اروپا را آغاز کرد، که تا جام جهانی ۱۹۹۸ ادامه یافت. جام جهانی ۲۰۰۲، به میزبانی مشترک کرهٔ جنوبی و ژاپن، اولین تورنمنت در آسیا و اولین تورنمنت با چند میزبان بود. آفریقای جنوبی اولین کشور آفریقایی بود که در سال ۲۰۱۰ میزبان جام جهانی شد.

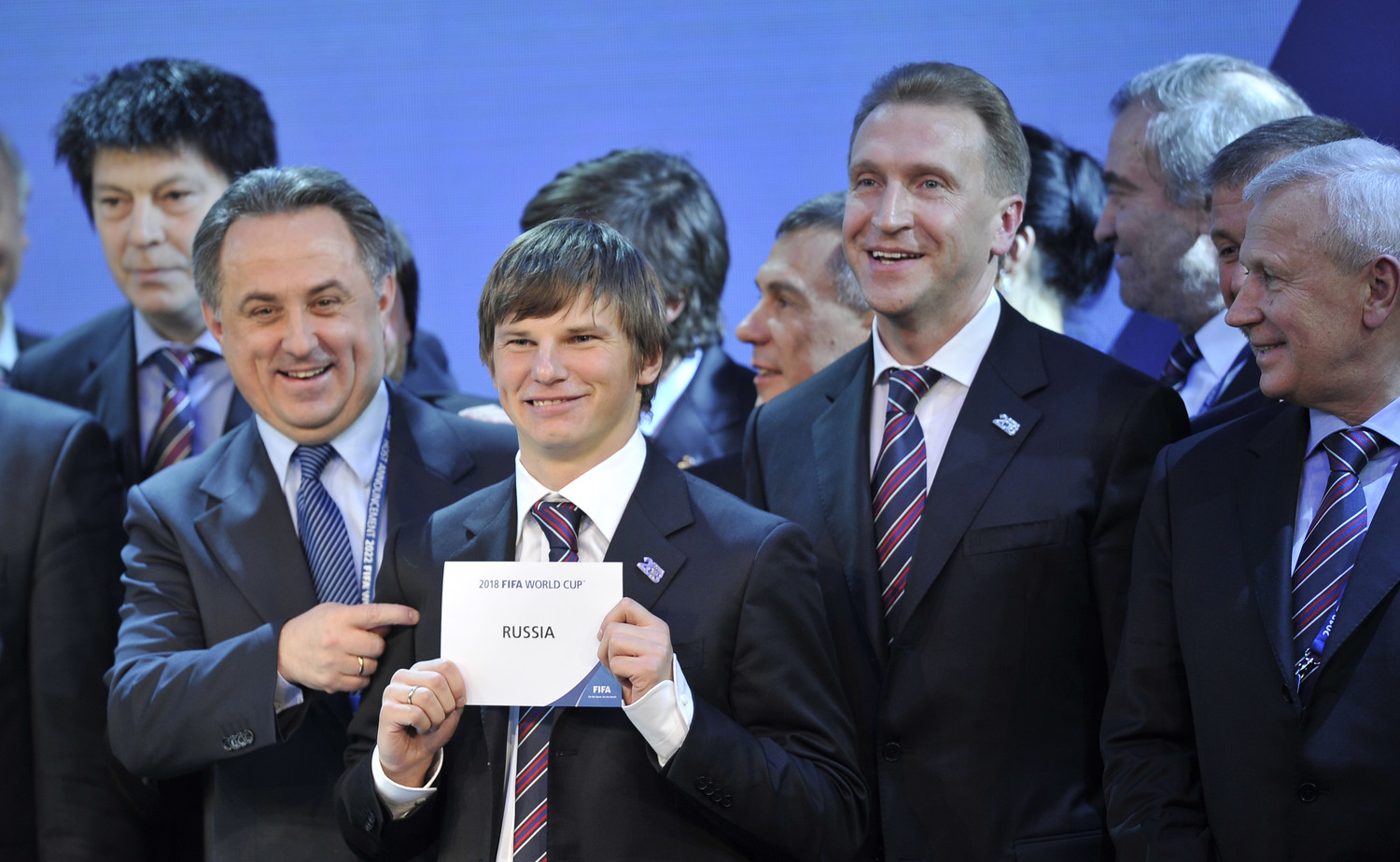
نمایندگان روسیه انتخاب این کشور به عنوان میزبان جام جهانی فوتبال ۲۰۱۸ را جشن می‌گیرند.

کشور میزبان اکنون در رأی‌گیری شورای فیفا انتخاب می‌شود. این کار تحت یک سیستم رأی‌گیری مکرر انجام می‌شود. فدراسیون ملی فوتبال کشوری که مایل به میزبانی این رویداد است، «توافقنامهٔ میزبانی» را از فیفا دریافت می‌کند که مراحل و الزامات مورد انتظار از یک پیشنهاد قوی را توضیح می‌دهد. فدراسیون نامزد فرمی را نیز دریافت می‌کند که ارسال آن نشان‌دهندهٔ تأیید رسمی نامزدی است. پس از این، گروهی از بازرسان منتخب فیفا از کشور بازدید می‌کنند تا تشخیص دهند که این کشور شرایط لازم برای میزبانی رویداد را دارد و گزارشی در مورد میزبان تهیه می‌شود. تصمیم‌گیری در مورد میزبانی جام جهانی معمولاً شش یا هفت سال قبل از مسابقات گرفته می‌شود. با این حال، مواردی وجود داشته است که میزبان چندین تورنمنت آینده به‌طور همزمان اعلام شده است، مانند جام جهانی ۲۰۱۸ و ۲۰۲۲ که به روسیه و قطر تعلق گرفت، در حالی که قطر به عنوان اولین کشور خاورمیانه میزبان این مسابقات است.
از جام‌های جهانی ۲۰۱۰ و ۲۰۱۴، مسابقات نهایی بین کنفدراسیون‌ها به صورت چرخشی انجام می‌شود و تنها کشورهایی از کنفدراسیون منتخب (آفریقا در سال ۲۰۱۰، آمریکای جنوبی در سال ۲۰۱۴) می‌توانستند برای میزبانی مسابقات شرکت کنند. سیاست چرخشی پس از جنجال پیرامون پیروزی آلمان بر آفریقای جنوبی در رأی‌گیری مربوط به میزبانی جام جهانی ۲۰۰۶ معرفی شد. با این حال، سیاست چرخشی قاره‌ها پس از سال ۲۰۱۴ ادامه پیدا نکرد، بنابراین هر کشوری به جز کشورهای عضو کنفدراسیون‌هایی که میزبان دو تورنمنت قبلی بودند، می‌توانند به عنوان میزبان برای جام‌های جهانی بعدی درخواست دهند. این امر تا حدودی برای جلوگیری از سناریوی مشابه با روند نامزدی برای مسابقات ۲۰۱۴ بود، که برزیل تنها نامزد رسمی بود.
جام جهانی ۲۰۲۶ به میزبانی ایالات متحدهٔ آمریکا، کانادا و مکزیک برگزار خواهد شد و اولین باری است که یک جام جهانی بین سه کشور میزبان به اشتراک گذاشته می‌شود. جام جهانی ۲۰۲۶ بزرگ‌ترین جام جهانی خواهد بود که تا کنون برگزار شده است و در آن ۴۸ تیم ۸۰ بازی برگزار می‌کنند. شصت مسابقه در ایالات متحده برگزار خواهد شد، از جمله تمام مسابقات از مرحلهٔ یک چهارم نهایی به بعد، در حالی که کانادا و مکزیک هر کدام میزبان ۱۰ بازی خواهند بود.
| کنفدراسیون | مجموع | میزبان‌ها (سال)                                                   |
| ---------- | ----- | ---------------------------------------------------------------- |
| ای‌اف‌سی     | ۲     | ۲۰۰۲، ۲۰۲۲                                                       |
| سی‌ای‌اف     | ۱     | ۲۰۱۰                                                             |
| کونکاکاف   | ۴     | ۱۹۷۰، ۱۹۸۶، ۱۹۹۴، ۲۰۲۶                                           |
| کونمبول    | ۵     | ۱۹۳۰، ۱۹۵۰، ۱۹۶۲، ۱۹۷۸، ۲۰۱۴                                     |
| اواف‌سی     | ۰     |                                                                  |
| یوفا       | ۱۱    | ۱۹۳۴، ۱۹۳۸، ۱۹۵۴، ۱۹۵۸، ۱۹۶۶، ۱۹۷۴، ۱۹۸۲، ۱۹۹۰، ۱۹۹۸، ۲۰۰۶، ۲۰۱۸ |

### عملکرد
شش قهرمان از هشت قهرمان، یکی از قهرمانی‌های خود را در حالی که میزبان بوده به دست آورده، استثناها یکی تیم ملی برزیل است که پس از شکست در بازی تعیین‌کننده در زمین خود در سال ۱۹۵۰ نایب قهرمان شد و در نیمه‌نهایی سال ۲۰۱۴ مقابل آلمان شکست خورد، و دوم اسپانیا است که در سال ۱۹۸۲ در زمین خانگی فقط توانست به دور دوم راه یابد. انگلستان تنها عنوان قهرمانی‌اش را در سال ۱۹۶۶ که میزبان بود به دست آورد. اروگوئه (۱۹۳۰)، ایتالیا (۱۹۳۴)، آرژانتین (۱۹۷۸) و فرانسه (۱۹۹۸) اولین قهرمانی خود را هنگامی که میزبان بودند کسب کردند در حالی که آلمان (۱۹۷۴) دومین قهرمانی خود را در زمین خانگی کسب کرد.
کشورهای دیگر نیز هنگام میزبانی مسابقات موفق بوده‌اند. سوئیس (یک چهارم نهایی ۱۹۵۴)، سوئد (نایب قهرمانی در سال ۱۹۵۸)، شیلی (مقام سوم در سال ۱۹۶۲)، کرهٔ جنوبی (مقام چهارم در سال ۲۰۰۲) و مکزیک (یک چهارم نهایی در سال‌های ۱۹۷۰ و ۱۹۸۶) همگی بهترین نتایج‌شان در ادوار جام جهانی را در هنگام میزبانی کسب کردند. تاکنون، آفریقای جنوبی (۲۰۱۰) و قطر (۲۰۲۲) تنها کشورهای میزبانی بوده‌اند که نتوانسته‌اند از دور گروهی صعود کنند.

## تماشاگران
| سال   | میزبان              | ورزشگاه/ شهر | مجموع تماشاگران | بازی‌ها | م. تماشاگران | بیشترین تعداد تماشاگر † | بیشترین تعداد تماشاگر †                              | بیشترین تعداد تماشاگر †                                        |
| سال   | میزبان              | ورزشگاه/ شهر | مجموع تماشاگران | بازی‌ها | م. تماشاگران | تعداد                   | ورزشگاه                                              | بازی(ها)                                                       |
| ----- | ------------------- | ------------ | --------------- | ------ | ------------ | ----------------------- | ---------------------------------------------------- | -------------------------------------------------------------- |
| ۱۹۳۰  | اروگوئه             | ۳/۱          | ۵۹۰٬۵۴۹         | ۱۸     | ۳۲٬۸۰۸       | ۹۳٬۰۰۰                  | ورزشگاه سنتناریو، مونته‌ویدئو                         | اروگوئه ۶–۱ یوگسلاوی، نیمه‌نهایی                                |
| ۱۹۳۴  | ایتالیا             | ۸/۸          | ۳۶۳٬۰۰۰         | ۱۷     | ۲۱٬۳۵۳       | ۵۵٬۰۰۰                  | ورزشگاه ملی پی‌ان‌اف، رُم                               | ایتالیا ۲–۱ چکسلواکی، فینال                                    |
| ۱۹۳۸  | فرانسه              | ۱۰/۹         | ۳۷۵٬۷۰۰         | ۱۸     | ۲۰٬۸۷۲       | ۵۸٬۴۵۵                  | ورزشگاه المپیک ایو-دو-منوا، پاریس                    | فرانسه ۱–۳ ایتالیا، یک‌چهارم نهایی                              |
| ۱۹۵۰  | برزیل               | ۶/۶          | ۱٬۰۴۵٬۲۴۶       | ۲۲     | ۴۷٬۵۱۱       | ۱۷۳٬۸۵۰                 | ورزشگاه ماراکانا، ریو دو ژانیرو                      | برزیل ۱–۲ اوروگوئه، فینال                                      |
| ۱۹۵۴  | سوئیس               | ۶/۶          | ۷۶۸٬۶۰۷         | ۲۶     | ۲۹٬۵۶۲       | ۶۳٬۰۰۰                  | ورزشگاه وانکدورف، برن                                | آلمان غربی ۳–۲ مجارستان، فینال                                 |
| ۱۹۵۸  | سوئد                | ۱۲/۱۲        | ۸۱۹٬۸۱۰         | ۳۵     | ۲۳٬۴۲۳       | ۵۰٬۹۲۸                  | ورزشگاه اولوی، گوتنبرگ                               | برزیل ۲–۰ شوروی، مرحلهٔ گروهی                                   |
| ۱۹۶۲  | شیلی                | ۴/۴          | ۸۹۳٬۱۷۲         | ۳۲     | ۲۷٬۹۱۲       | ۶۸٬۶۷۹                  | ورزشگاه ملی خولیو مارتینز پرادانوس، سانتیاگو         | برزیل ۴–۲ شیلی، نیمه‌نهایی                                      |
| ۱۹۶۶  | انگلستان            | ۸/۷          | ۱٬۵۶۳٬۱۳۵       | ۳۲     | ۴۸٬۸۴۸       | ۹۸٬۲۷۰                  | ورزشگاه ومبلی (۱۹۲۳)، لندن                           | انگلیس ۴–۲ آلمان غربی، فینال                                   |
| ۱۹۷۰  | مکزیک               | ۵/۵          | ۱٬۶۰۳٬۹۷۵       | ۳۲     | ۵۰٬۱۲۴       | ۱۰۸٬۱۹۲                 | ورزشگاه آزتکا، مکزیکوسیتی                            | مکزیک ۱–۰ بلژیک، مرحلهٔ گروهی                                   |
| ۱۹۷۴  | آلمان غربی          | ۹/۹          | ۱٬۸۶۵٬۷۵۳       | ۳۸     | ۴۹٬۰۹۹       | ۸۳٬۱۶۸                  | ورزشگاه المپیک مونیخ، مونیخ                          | آلمان غربی ۱–۰ شیلی، مرحلهٔ گروهی                               |
| ۱۹۷۸  | آرژانتین            | ۶/۵          | ۱٬۵۴۵٬۷۹۱       | ۳۸     | ۴۰٬۶۷۹       | ۷۱٬۷۱۲                  | ورزشگاه مونومنتال آنتونیو وسپوسیو لیبرتی، بوینس آیرس | ایتالیا ۱–۰ آرژانتین، مرحلهٔ گروهی                              |
| ۱۹۸۲  | اسپانیا             | ۱۷/۱۴        | ۲٬۱۰۹٬۷۲۳       | ۵۲     | ۴۰٬۵۷۲       | ۹۵٬۵۰۰                  | ورزشگاه نیوکمپ، بارسلونا                             | آرژانتین ۰–۱ بلژیک، بای افتتاحیه                               |
| ۱۹۸۶  | مکزیک               | ۱۲/۱۱        | ۲٬۳۹۴٬۰۳۱       | ۵۲     | ۴۶٬۰۳۹       | ۱۱۴٬۶۰۰                 | ورزشگاه آزتکا، مکزیکوسیتی                            | مکزیک ۱–۱ پاراگوئه، مرحلهٔ گروهی آرژانتین ۳–۲ آلمان غربی، فینال |
| ۱۹۹۰  | ایتالیا             | ۱۲/۱۲        | ۲٬۵۱۶٬۲۱۵       | ۵۲     | ۴۸٬۳۸۹       | ۷۴٬۷۶۵                  | ورزشگاه سن سیرو، میلان                               | آلمان غربی ۴–۱ یوگسلاوی، مرحلهٔ گروهی                           |
| ۱۹۹۴  | ایالات متحده آمریکا | ۹/۹          | ۳٬۵۸۷٬۵۳۸       | ۵۲     | ۶۸٬۹۹۱       | ۹۴٬۱۹۴                  | ورزشگاه رز بول، پسادنا                               | برزیل ۰–۰ (۳–۲پ) ایتالیا، فینال                                |
| ۱۹۹۸  | فرانسه              | ۱۰/۱۰        | ۲٬۷۸۵٬۱۰۰       | ۶۴     | ۴۳٬۵۱۷       | ۸۰٬۰۰۰                  | ورزشگاه استاد دو فرانس، سنت دنیس                     | برزیل ۰–۳ فرانسه، فینال                                        |
| ۲۰۰۲  | کره جنوبی · ژاپن    | ۲۰/۲۰        | ۲٬۷۰۵٬۱۹۷       | ۶۴     | ۴۲٬۲۶۹       | ۶۹٬۰۲۹                  | ورزشگاه بین‌المللی یوکوهاما، یوکوهاما، ژاپن           | برزیل ۲–۰ آلمان، فینال                                         |
| ۲۰۰۶  | آلمان               | ۱۲/۱۲        | ۳٬۳۵۹٬۴۳۹       | ۶۴     | ۵۲٬۴۹۱       | ۷۲٬۰۰۰                  | ورزشگاه المپیک برلین، برلین                          | آلمان ۱–۱ (۴–۲پ) آرژانتین، یک چهارم نهایی                      |
| ۲۰۱۰  | آفریقای جنوبی       | ۱۰/۹         | ۳٬۱۷۸٬۸۵۶       | ۶۴     | ۴۹٬۶۷۰       | ۸۴٬۴۹۰                  | ورزشگاه اف‌ان‌بی، ژوهانسبورگ                           | اسپانیا ۱–۰ هلند، فینال                                        |
| ۲۰۱۴  | برزیل               | ۱۲/۱۲        | ۳٬۴۲۹٬۸۷۳       | ۶۴     | ۵۳٬۵۹۲       | ۷۴٬۷۳۸                  | ورزشگاه ماراکانا، ریو دو ژانیرو                      | آلمان ۱–۰ آرژانتین، فینال                                      |
| ۲۰۱۸  | روسیه               | ۱۲/۱۱        | ۳٬۰۳۱٬۷۶۸       | ۶۴     | ۴۷٬۳۷۱       | ۷۸٬۰۱۱                  | ورزشگاه لوژنیکی، مسکو                                | فرانسه ۴–۲ کرواسی، فینال                                       |
| ۲۰۲۲  | قطر                 | ۸/۵          | ۳٬۴۰۴٬۲۵۲       | ۶۴     | ۵۳٬۱۹۱       | ۸۸٬۹۶۶                  | ورزشگاه ملی لوسیل، قطر                               | آرژانتین ۳–۳ (پ. ۴–۲) فرانسه، فینال                            |
| مجموع | مجموع               | مجموع        | ۴۳٬۹۳۶٬۷۳۰      | ۹۶۴    | ۴۵٬۰۳۶       | ۱۷۳٬۸۵۰                 | ورزشگاه ماراکانا، ریو دو ژانیرو (۱۹۵۰)               | برزیل ۱–۲ اوروگوئه، فینال                                      |

## نتایج
| دوره | سال  | سال خورشیدی | میزبان‌ها                              |                                       | قهرمان                                         | نتیجه و محل برگزاری                   | نایب‌قهرمان                            |                                           | سوم                                   | نتیجه و محل برگزاری                   | چهارم                                 |                                       | تعداد تیم‌ها                           |
| ۱    | ۱۹۳۰ | ۱۳۰۹        | اروگوئه                               | · اروگوئه                             | ۴–۲ سنتناریو، مونته‌ویدئو                       | · آرژانتین                            | · ایالات متحده آمریکا                 | [ الف ]                                   | · یوگسلاوی                            | ۱۳                                    |                                       |                                       |                                       |
| ۲    | ۱۹۳۴ | ۱۳۱۳        | ایتالیا                               | · ایتالیا                             | ۲–۱ (و.ا.) پی‌ان‌اف، رم                          | · چکسلواکی                            | · آلمان                               | ۳–۲ جورجو آسکارلی، ناپل                   | · اتریش                               | ۱۶                                    |                                       |                                       |                                       |
| ۳    | ۱۹۳۸ | ۱۳۱۷        | فرانسه                                | · ایتالیا                             | ۴–۲ ایو-دو-منوا، پاریس                         | · مجارستان                            | · برزیل                               | ۴–۲ شابان-دلمس، بوردو                     | · سوئد                                | ۱۶                                    |                                       |                                       |                                       |
| ۱۹۴۲ | ۱۹۴۲ |             | به دلیل وقوع جنگ جهانی دوم برگزار نشد | به دلیل وقوع جنگ جهانی دوم برگزار نشد | به دلیل وقوع جنگ جهانی دوم برگزار نشد          | به دلیل وقوع جنگ جهانی دوم برگزار نشد | به دلیل وقوع جنگ جهانی دوم برگزار نشد | به دلیل وقوع جنگ جهانی دوم برگزار نشد     | به دلیل وقوع جنگ جهانی دوم برگزار نشد | به دلیل وقوع جنگ جهانی دوم برگزار نشد | به دلیل وقوع جنگ جهانی دوم برگزار نشد | به دلیل وقوع جنگ جهانی دوم برگزار نشد | به دلیل وقوع جنگ جهانی دوم برگزار نشد |
| ۱۹۴۶ |      |             | به دلیل وقوع جنگ جهانی دوم برگزار نشد | به دلیل وقوع جنگ جهانی دوم برگزار نشد | به دلیل وقوع جنگ جهانی دوم برگزار نشد          | به دلیل وقوع جنگ جهانی دوم برگزار نشد | به دلیل وقوع جنگ جهانی دوم برگزار نشد | به دلیل وقوع جنگ جهانی دوم برگزار نشد     | به دلیل وقوع جنگ جهانی دوم برگزار نشد | به دلیل وقوع جنگ جهانی دوم برگزار نشد | به دلیل وقوع جنگ جهانی دوم برگزار نشد | به دلیل وقوع جنگ جهانی دوم برگزار نشد | به دلیل وقوع جنگ جهانی دوم برگزار نشد |
| ۴    | ۱۹۵۰ | ۱۳۲۹        | برزیل                                 |                                       | · اروگوئه                                      | ۲–۱ ماراکانا، ریو دو ژانیرو           | · برزیل                               |                                           | · سوئد                                | ۳–۱ پاکائمبو، سائو پائولو             | · اسپانیا                             |                                       | ۱۳                                    |
| ۵    | ۱۹۵۴ | ۱۳۳۳        | سوئیس                                 | · آلمان غربی                          | ۳–۲ ورزشگاه وانکدورف، برن                      | · مجارستان                            | · اتریش                               | ۳–۱ ورزشگاه هادتوم، زوریخ                 | · اروگوئه                             | ۱۶                                    |                                       |                                       |                                       |
| ۶    | ۱۹۵۸ | ۱۳۳۷        | سوئد                                  | · برزیل                               | ۵–۲ ورزشگاه روسوندا، سولنا                     | · سوئد                                | · فرانسه                              | ۶–۳ ورزشگاه اولوی، یوتبری                 | · آلمان غربی                          | ۱۶                                    |                                       |                                       |                                       |
| ۷    | ۱۹۶۲ | ۱۳۴۱        | شیلی                                  | · برزیل                               | ۳–۱ خولیو مارتینز پرادانوس، سانتیاگو           | · چکسلواکی                            | · شیلی                                | ۱–۰ خولیو مارتینز پرادانوس، سانتیاگو      | · یوگسلاوی                            | ۱۶                                    |                                       |                                       |                                       |
| ۸    | ۱۹۶۶ | ۱۳۴۵        | انگلستان                              | · انگلستان                            | ۴–۲ (و.ا.) ومبلی، لندن                         | · آلمان غربی                          | · پرتغال                              | ۲–۱ ومبلی، لندن                           | · اتحاد جماهیر شوروی                  | ۱۶                                    |                                       |                                       |                                       |
| ۹    | ۱۹۷۰ | ۱۳۴۹        | مکزیک                                 | · برزیل                               | ۴–۱ ورزشگاه آزتکا، مکزیکوسیتی                  | · ایتالیا                             | · آلمان غربی                          | ۱–۰ ورزشگاه آزتکا، مکزیکوسیتی             | · اروگوئه                             | ۱۶                                    |                                       |                                       |                                       |
| ۱۰   | ۱۹۷۴ | ۱۳۵۳        | آلمان غربی                            | · آلمان غربی                          | ۲–۱ ورزشگاه المپیک مونیخ، مونیخ                | · هلند                                | · لهستان                              | ۱–۰ ورزشگاه المپیک مونیخ، مونیخ           | · برزیل                               | ۱۶                                    |                                       |                                       |                                       |
| ۱۱   | ۱۹۷۸ | ۱۳۵۷        | آرژانتین                              | · آرژانتین                            | ۳–۱ (و.ا.) ورزشگاه مونومنتال، بوئنوس آیرس      | · هلند                                | · برزیل                               | ۲–۱ ورزشگاه مونومنتال، بوئنوس آیرس        | · ایتالیا                             | ۱۶                                    |                                       |                                       |                                       |
| ۱۲   | ۱۹۸۲ | ۱۳۶۱        | اسپانیا                               | · ایتالیا                             | ۳–۱ سانتیاگو برنابئو، مادرید                   | · آلمان غربی                          | · لهستان                              | ۳–۲ ورزشگاه خوزه ریکو پرز، آلیکانته       | · فرانسه                              | ۲۴                                    |                                       |                                       |                                       |
| ۱۳   | ۱۹۸۶ | ۱۳۶۵        | مکزیک                                 | · آرژانتین                            | ۳–۲ ورزشگاه آزتکا، مکزیکوسیتی                  | · آلمان غربی                          | · فرانسه                              | ۴–۲ (و.ا.) ورزشگاه کواتموک، پوئبلا        | · بلژیک                               | ۲۴                                    |                                       |                                       |                                       |
| ۱۴   | ۱۹۹۰ | ۱۳۶۹        | ایتالیا                               | · آلمان غربی                          | ۱–۰ ورزشگاه المپیک رم، رم                      | · آرژانتین                            | · ایتالیا                             | ۲–۱ ورزشگاه سن نیکولا، باری               | · انگلستان                            | ۲۴                                    |                                       |                                       |                                       |
| ۱۵   | ۱۹۹۴ | ۱۳۷۳        | ایالات متحده آمریکا                   | · برزیل                               | ۰–۰ (و.ا.) (۳–۲ پ) رز بول، پاسادینا، کالیفرنیا | · ایتالیا                             | · سوئد                                | ۴–۰ رز بول، پاسادینا، کالیفرنیا           | · بلغارستان                           | ۲۴                                    |                                       |                                       |                                       |
| ۱۶   | ۱۹۹۸ | ۱۳۷۷        | فرانسه                                | · فرانسه                              | ۳–۰ ورزشگاه استاد دو فرانس، سن-دنی             | · برزیل                               | · کرواسی                              | ۲–۱ ورزشگاه پارک د پرنس، پاریس            | · هلند                                | ۳۲                                    |                                       |                                       |                                       |
| ۱۷   | ۲۰۰۲ | ۱۳۸۱        | کره جنوبی · ژاپن                      | · برزیل                               | ۲–۰ ورزشگاه بین‌المللی یوکوهاما، یوکوهاما       | · آلمان                               | · ترکیه                               | ۳–۲ ورزشگاه دئگو، دئگو                    | · کرهٔ جنوبی                           | ۳۲                                    |                                       |                                       |                                       |
| ۱۸   | ۲۰۰۶ | ۱۳۸۵        | آلمان                                 | · ایتالیا                             | ۱–۱ (و.ا.) (۵–۳ پ) ورزشگاه المپیک برلین، برلین | · فرانسه                              | · آلمان                               | ۳–۱ ورزشگاه مرسدس-بنز آرنا، اشتوتگارت     | · پرتغال                              | ۳۲                                    |                                       |                                       |                                       |
| ۱۹   | ۲۰۱۰ | ۱۳۸۹        | آفریقای جنوبی                         | · اسپانیا                             | ۱–۰ (و.ا.) ورزشگاه اف‌ان‌بی، ژوهانسبورگ          | · هلند                                | · آلمان                               | ۳–۲ ورزشگاه نلسون ماندلا بی، پورت الیزابت | · اروگوئه                             | ۳۲                                    |                                       |                                       |                                       |
| ۲۰   | ۲۰۱۴ | ۱۳۹۳        | برزیل                                 | · آلمان                               | ۱–۰ (و.ا.) ماراکانا، ریو دو ژانیرو             | · آرژانتین                            | · هلند                                | ۳–۰ مانه گارینشا، برازیلیا                | · برزیل                               | ۳۲                                    |                                       |                                       |                                       |
| ۲۱   | ۲۰۱۸ | ۱۳۹۷        | روسیه                                 | · فرانسه                              | ۴–۲ ورزشگاه لوژنیکی، مسکو                      | · کرواسی                              | · بلژیک                               | ۲–۰ ورزشگاه کرستوفسکی، سن پترزبورگ        | · انگلستان                            | ۳۲                                    |                                       |                                       |                                       |
| ۲۲   | ۲۰۲۲ | ۱۴۰۱        | قطر                                   | · آرژانتین                            | ۳–۳ (و.ا.) (۴–۲ پ) ورزشگاه لوسیل، لوسیل        | · فرانسه                              | · کرواسی                              | ۱–۲ ورزشگاه خلیفه، الریان                 | · مراکش                               | ۳۲                                    |                                       |                                       |                                       |
| ۲۳   | ۲۰۲۶ | ۱۴۰۵        | کانادا · مکزیک · ایالات متحده آمریکا  | ن. م.                                 | ن.م. ن. م.                                     | ن.م.                                  | ن.م.                                  | ن.م. ن. م.                                | ن.م.                                  | ۴۸                                    |                                       |                                       |                                       |
| ۲۴   | ۲۰۳۰ | ۱۴۰۹        | اسپانیا · پرتغال · مراکش              |                                       | ن. م.                                          | ن.م. ن. م.                            | ن.م.                                  |                                           | ن.م.                                  | ن.م. ن. م.                            | ن.م.                                  |                                       | ۴۸                                    |
| ۲۵   | ۲۰۳۴ | ۱۴۱۳        | عربستان سعودی                         |                                       | ن. م.                                          | ن.م. ن. م.                            | ن.م.                                  |                                           | ن.م.                                  | ن.م. ن. م.                            | ن.م.                                  |                                       | ۴۸                                    |

- و. ا.: وقت اضافه
- پ: ضربات پنالتی
- ن. م.: نامشخص

در مجموع، ۸۰ کشور حداقل یک بار در جام جهانی حضور داشته‌اند. از این تعداد، هشت تیم ملی قهرمان جام جهانی شده‌اند و ستاره‌هایی را به لوگوی خود اضافه کرده‌اند که هر ستاره نشان‌دهندهٔ یک قهرمانی در جام جهانی است. (اما اروگوئه چهار ستاره را بر روی لوگوی خود اضافه کرده که نشان‌دهندهٔ دو مدال طلای آن‌ها در بازی‌های المپیک تابستانی ۱۹۲۴ و ۱۹۲۸ است که توسط فیفا به عنوان مسابقات قهرمانی جهان شناخته می‌شود و دو عنوان قهرمانی آن‌ها در جام جهانی در سال‌های ۱۹۳۰ و ۱۹۵۰).
با پنج عنوان قهرمانی، برزیل موفق‌ترین تیم جام جهانی و همچنین تنها کشوری است که در همهٔ ادوار جام جهانی (۲۲ دوره) حضور داشته است. برزیل همچنین اولین تیمی بود که برای سومین بار (۱۹۷۰)، چهارمین (۱۹۹۴) و پنجمین بار (۲۰۰۲) قهرمان جام جهانی شد. ایتالیا (۱۹۳۴ و ۱۹۳۸) و برزیل (۱۹۵۸ و ۱۹۶۲) تنها کشورهایی هستند که عنوان‌های متوالی را کسب کرده‌اند. آلمان غربی (۱۹۸۲–۱۹۹۰) و برزیل (۱۹۹۴–۲۰۰۲) تنها کشورهایی هستند که در سه فینال جام جهانی متوالی حضور داشته‌اند. آلمان بیشترین حضور را در میان چهار تیم اول (۱۳)، مدال (۱۲) و همچنین بیشترین فینال (۸) داشته است.

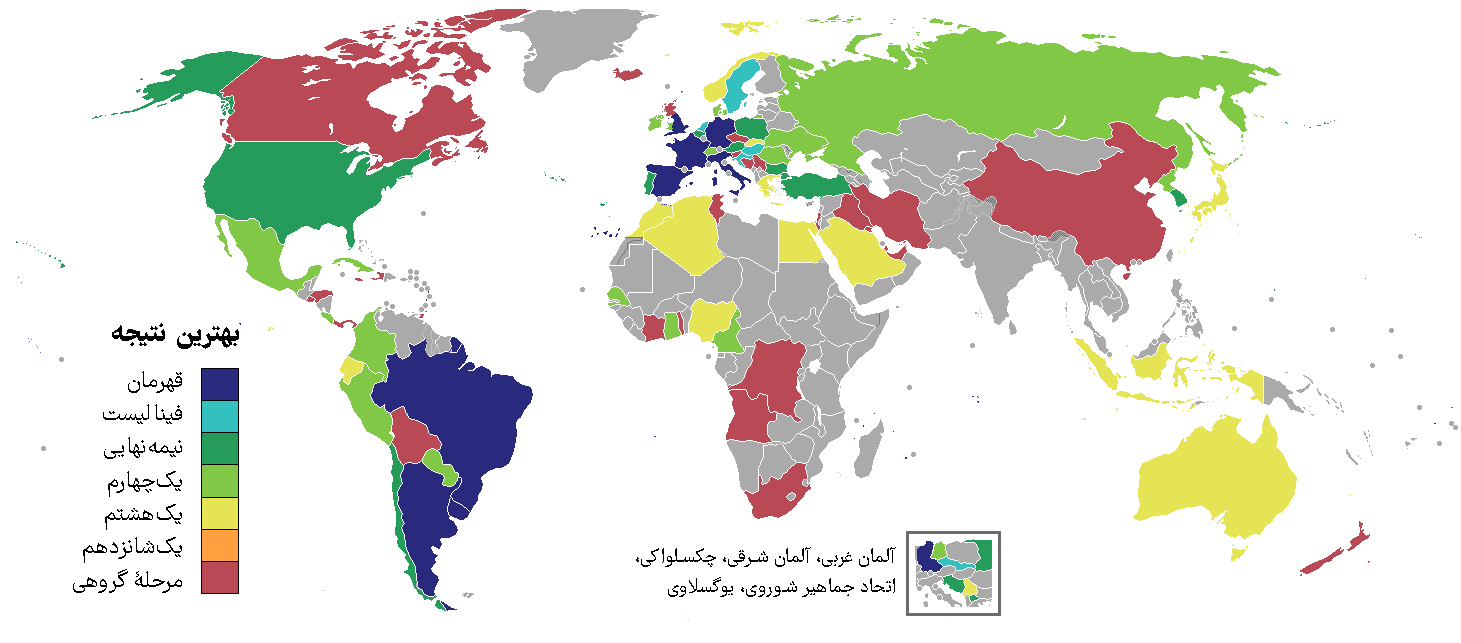
نقشهٔ بهترین نتیجهٔ کشورها در جام جهانی

### تیم‌های راه‌یافته به نیمه‌نهایی
| تیم                 | قهرمانی                          | نایب‌قهرمانی                | سومی                        | چهارمی               | مجموع نیمه‌نهایی‌ها |
| ------------------- | -------------------------------- | -------------------------- | --------------------------- | -------------------- | ----------------- |
| برزیل               | ۵ (۱۹۵۸، ۱۹۶۲، ۱۹۷۰، ۱۹۹۴، ۲۰۰۲) | ۲ (۱۹۵۰*، ۱۹۹۸)            | ۲ (۱۹۳۸، ۱۹۷۸)              | ۲ (۱۹۷۴، ۲۰۱۴*)      | ۱۱                |
| آلمان               | ۴ (۱۹۵۴، ۱۹۷۴*، ۱۹۹۰، ۲۰۱۴)      | ۴ (۱۹۶۶، ۱۹۸۲، ۱۹۸۶، ۲۰۰۲) | ۴ (۱۹۳۴، ۱۹۷۰، ۲۰۰۶*، ۲۰۱۰) | ۱ (۱۹۵۸)             | ۱۳                |
| ایتالیا             | ۴ (۱۹۳۴*، ۱۹۳۸، ۱۹۸۲، ۲۰۰۶)      | ۲ (۱۹۷۰، ۱۹۹۴)             | ۱ (۱۹۹۰*)                   | ۱ (۱۹۷۸)             | ۸                 |
| آرژانتین            | ۳ (۱۹۷۸*، ۱۹۸۶، ۲۰۲۲)            | ۳ (۱۹۳۰، ۱۹۹۰، ۲۰۱۴)       |                             |                      | ۶                 |
| فرانسه              | ۲ (۱۹۹۸*، ۲۰۱۸)                  | ۲ (۲۰۰۶، ۲۰۲۲)             | ۲ (۱۹۵۸، ۱۹۸۶)              | ۱ (۱۹۸۲)             | ۷                 |
| اروگوئه             | ۲ (۱۹۳۰*، ۱۹۵۰)                  |                            |                             | ۳ (۱۹۵۴، ۱۹۷۰، ۲۰۱۰) | ۵                 |
| انگلستان            | ۱ (۱۹۶۶*)                        |                            |                             | ۲ (۱۹۹۰، ۲۰۱۸)       | ۳                 |
| اسپانیا             | ۱ (۲۰۱۰)                         |                            |                             | ۱ (۱۹۵۰)             | ۲                 |
| هلند                |                                  | ۳ (۱۹۷۴، ۱۹۷۸، ۲۰۱۰)       | ۱ (۲۰۱۴)                    | ۱ (۱۹۹۸)             | ۵                 |
| مجارستان            |                                  | ۲ (۱۹۳۸، ۱۹۵۴)             |                             |                      | ۲                 |
| چک                  |                                  | ۲ (۱۹۳۴، ۱۹۶۲)             |                             |                      | ۲                 |
| سوئد                |                                  | ۱ (۱۹۵۸*)                  | ۲ (۱۹۵۰، ۱۹۹۴)              | ۱ (۱۹۳۸)             | ۴                 |
| کرواسی              |                                  | ۱ (۲۰۱۸)                   | ۲ (۱۹۹۸، ۲۰۲۲)              |                      | ۳                 |
| لهستان              |                                  |                            | ۲ (۱۹۷۴، ۱۹۸۲)              |                      | ۲                 |
| اتریش               |                                  |                            | ۱ (۱۹۵۴)                    | ۱ (۱۹۳۴)             | ۲                 |
| پرتغال              |                                  |                            | ۱ (۱۹۶۶)                    | ۱ (۲۰۰۶)             | ۲                 |
| بلژیک               |                                  |                            | ۱ (۲۰۱۸)                    | ۱ (۱۹۸۶)             | ۲                 |
| ایالات متحده آمریکا |                                  |                            | ۱ (۱۹۳۰)                    |                      | ۱                 |
| شیلی                |                                  |                            | ۱ (۱۹۶۲*)                   |                      | ۱                 |
| ترکیه               |                                  |                            | ۱ (۲۰۰۲)                    |                      | ۱                 |
| صربستان             |                                  |                            |                             | ۲ (۱۹۳۰، ۱۹۶۲)       | ۲                 |
| روسیه               |                                  |                            |                             | ۱ (۱۹۶۶)             | ۱                 |
| بلغارستان           |                                  |                            |                             | ۱ (۱۹۹۴)             | ۱                 |
| کرهٔ جنوبی           |                                  |                            |                             | ۱ (۲۰۰۲)             | ۱                 |
| مراکش               |                                  |                            |                             | ۱ (۲۰۲۲)             | ۱                 |

* میزبان

### بهترین عملکرد بر پایهٔ کنفدراسیون

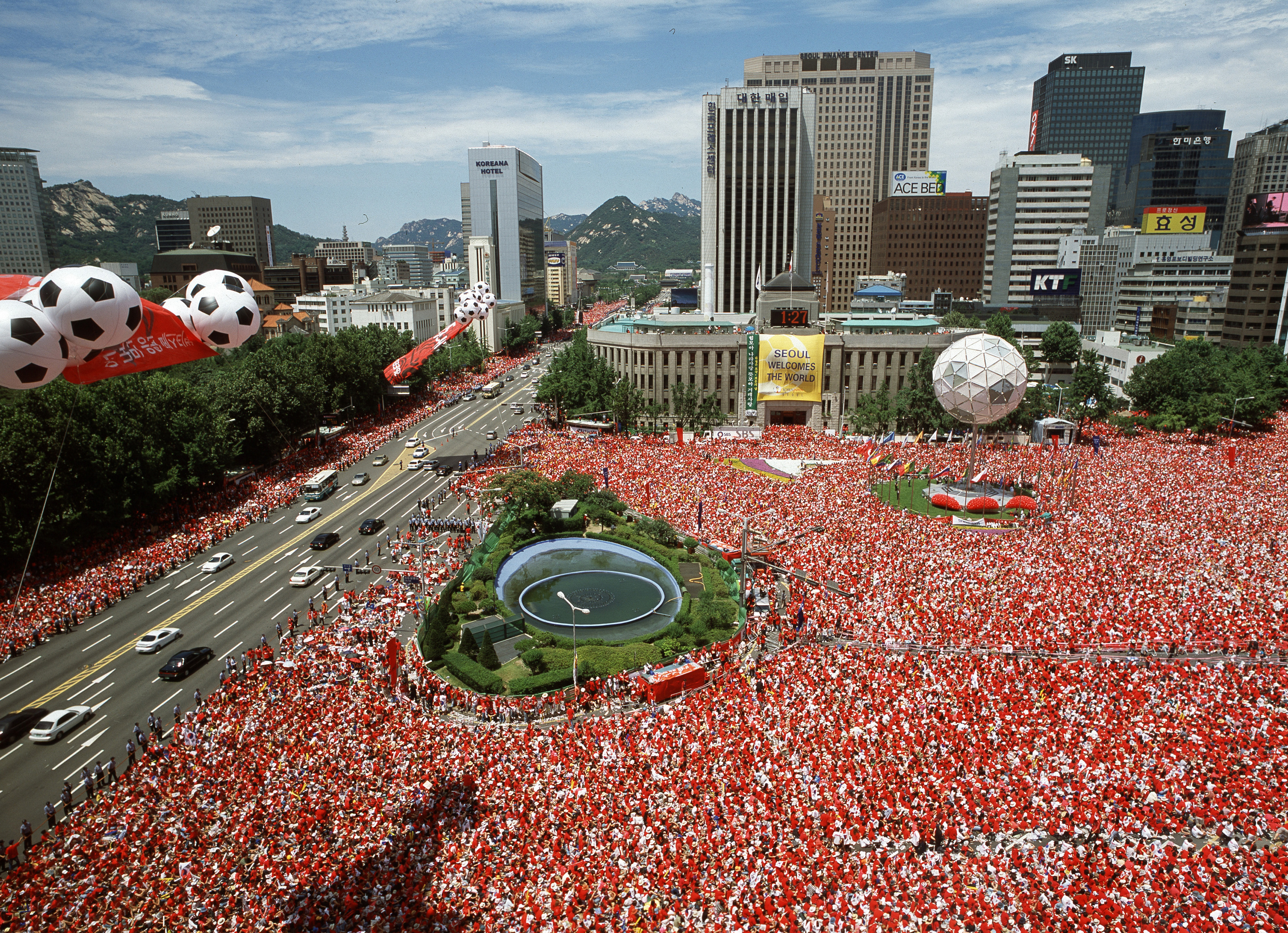
اهالی کرهٔ جنوبی در حال تماشای بازی تیم ملی کشورشان در سئول پلازا در طول جام جهانی ۲۰۰۲. کره‌ای‌ها اولین کشور آسیایی بودند که به نیمه‌نهایی رسیدند.

تا به امروز، فینال جام جهانی فقط توسط تیم‌هایی از کنفدراسیون‌های یوفا (اروپا) و کونمبول (آمریکای جنوبی) برگزار شده است. کشورهای اروپایی دوازده عنوان قهرمانی را به دست آورده‌اند، در حالی که آمریکای جنوبی ۱۰ عنوان را کسب کرده است. تاکنون تنها سه تیم از خارج از این دو قاره تاکنون به نیمه‌نهایی این رقابت‌ها رسیده‌اند: ایالات متحدهٔ آمریکا (کونکاکاف) در ۱۹۳۰، کرهٔ جنوبی (ای‌اف‌سی) در ۲۰۰۲ و مراکش در ۲۰۲۲. بهترین نتیجهٔ یک تیم از کنفدراسیون فوتبال آفریقا حضور مراکش در نیمه‌نهایی ۲۰۲۲ بوده و از این قاره کامرون در ۱۹۹۰، سنگال در ۲۰۰۲ و غنا در ۲۰۱۰ در یک‌چهارم نهایی حضور داشته‌اند. دو تیم از کنفدراسیون فوتبال اقیانوسیه در جام جهانی حضور داشته و آن دو تیم استرالیا و نیوزیلند هستند.
برزیل، آرژانتین، اسپانیا، و آلمان تنها تیم‌هایی هستند که در خارج از کنفدراسیون قاره‌ای خود قهرمان جام جهانی شدند؛ برزیل در اروپا (۱۹۵۸)، آمریکای شمالی (۱۹۷۰ و ۱۹۹۴) و آسیا (۲۰۰۲) قهرمان شد. آرژانتین قهرمان جام جهانی در آمریکای شمالی در ۱۹۸۶ و آسیا در ۲۰۲۲ شد، در حالی که اسپانیا در آفریقا در جام جهانی ۲۰۱۰ قهرمان شد. در ۲۰۱۴ آلمان اولین تیم اروپایی بود که در قارهٔ آمریکا قهرمان شد.
| کنفدراسیون | ای‌اف‌سی | سی‌ای‌اف | کونکاکاف | کونمبول | اواف‌سی | یوفا | مجموع |
| ---------- | ------ | ------ | -------- | ------- | ------ | ---- | ----- |
| تیم‌ها      | ۴۳     | ۴۹     | ۴۶       | ۸۹      | ۴      | ۲۵۸  | ۴۸۹   |
| یک‌هشتم     | ۹      | ۱۱     | ۱۵       | ۳۷      | ۱      | ۹۹   | ۱۷۲   |
| یک‌چهارم    | ۲      | ۴      | ۵        | ۳۶      | ۰      | ۱۰۵  | ۱۵۲   |
| نیمه‌نهایی  | ۱      | ۱      | ۱        | ۲۳      | ۰      | ۶۲   | ۸۸    |
| فینال      | ۰      | ۰      | ۰        | ۱۵      | ۰      | ۲۹   | ۴۴    |
| قهرمان     | ۰      | ۰      | ۰        | ۱۰      | ۰      | ۱۲   | ۲۲    |
| نایب‌قهرمان | ۰      | ۰      | ۰        | ۵       | ۰      | ۱۷   | ۲۲    |
| سوم        | ۰      | ۰      | ۱        | ۳       | ۰      | ۱۸   | ۲۲    |
| چهارم      | ۱      | ۱      | ۰        | ۵       | ۰      | ۱۵   | ۲۲    |

## رده‌بندی کلی
| #  | تیم               | حضور | بازی | برد | تساوی | باخت | گل زده | گل خورده | امتیاز |
| ۱  | برزیل             | ۲۲   | ۱۱۴  | ۷۶  | ۱۹    | ۱۹   | ۲۳۷    | ۱۰۸      | ۲۴۷    |
| ۲  | آلمان             | ۲۰   | ۱۱۲  | ۶۸  | ۲۱    | ۲۳   | ۲۳۲    | ۱۳۰      | ۲۲۵    |
| ۳  | آرژانتین          | ۱۸   | ۸۸   | ۴۷  | ۱۷    | ۲۴   | ۱۵۲    | ۱۰۱      | ۱۵۸    |
| ۴  | ایتالیا           | ۱۸   | ۸۳   | ۴۵  | ۲۱    | ۱۷   | ۱۲۸    | ۷۷       | ۱۵۶    |
| ۵  | فرانسه            | ۱۶   | ۷۳   | ۳۹  | ۱۴    | ۲۰   | ۱۳۶    | ۸۵       | ۱۳۱    |
| ۶  | انگلستان          | ۱۶   | ۷۴   | ۳۲  | ۲۲    | ۲۰   | ۱۰۴    | ۶۸       | ۱۱۸    |
| ۷  | اسپانیا           | ۱۶   | ۶۷   | ۳۱  | ۱۷    | ۱۹   | ۱۰۸    | ۷۵       | ۱۱۰    |
| ۸  | هلند              | ۱۱   | ۵۵   | ۳۰  | ۱۴    | ۱۱   | ۹۶     | ۵۲       | ۱۰۴    |
| ۹  | اروگوئه           | ۱۴   | ۵۹   | ۲۵  | ۱۳    | ۲۱   | ۸۹     | ۷۶       | ۸۸     |
| ۱۰ | بلژیک             | ۱۴   | ۵۱   | ۲۱  | ۱۰    | ۲۰   | ۶۹     | ۷۴       | ۷۳     |
| ۱۱ | سوئد              | ۱۲   | ۵۱   | ۱۹  | ۱۳    | ۱۹   | ۸۰     | ۷۳       | ۷۰     |
| ۱۲ | روسیه             | ۱۱   | ۴۵   | ۱۹  | ۱۰    | ۱۶   | ۷۷     | ۵۴       | ۶۷     |
| ۱۳ | مکزیک             | ۱۷   | ۶۰   | ۱۷  | ۱۵    | ۲۸   | ۶۲     | ۱۰۱      | ۶۶     |
| ۱۴ | صربستان           | ۱۳   | ۴۹   | ۱۸  | ۹     | ۲۲   | ۷۱     | ۷۱       | ۶۳     |
| ۱۵ | پرتغال            | ۸    | ۳۵   | ۱۷  | ۶     | ۱۲   | ۶۱     | ۴۱       | ۵۷     |
| ۱۶ | لهستان            | ۹    | ۳۸   | ۱۷  | ۶     | ۱۵   | ۴۹     | ۵۰       | ۵۷     |
| ۱۷ | سوئیس             | ۱۲   | ۴۱   | ۱۴  | ۸     | ۱۹   | ۵۵     | ۷۳       | ۵۰     |
| ۱۸ | مجارستان          | ۹    | ۳۲   | ۱۵  | ۳     | ۱۴   | ۸۷     | ۵۷       | ۴۸     |
| ۱۹ | کرواسی            | ۶    | ۳۰   | ۱۳  | ۸     | ۹    | ۴۳     | ۳۳       | ۴۷     |
| ۲۰ | اسلواکی           | ۹    | ۳۴   | ۱۲  | ۶     | ۱۸   | ۴۹     | ۵۲       | ۴۲     |
| ۲۱ | چک                | ۹    | ۳۳   | ۱۲  | ۵     | ۱۶   | ۴۷     | ۴۹       | ۴۱     |
| ۲۲ | اتریش             | ۷    | ۲۹   | ۱۲  | ۴     | ۱۳   | ۴۳     | ۴۷       | ۴۰     |
| ۲۳ | شیلی              | ۹    | ۳۳   | ۱۱  | ۷     | ۱۵   | ۴۰     | ۴۹       | ۴۰     |
| ۲۴ | آمریکا            | ۱۱   | ۳۷   | ۹   | ۸     | ۲۰   | ۴۰     | ۶۶       | ۳۵     |
| ۲۵ | دانمارک           | ۶    | ۲۳   | ۹   | ۶     | ۸    | ۳۱     | ۲۹       | ۳۳     |
| ۲۶ | پاراگوئه          | ۸    | ۲۷   | ۷   | ۱۰    | ۱۰   | ۳۰     | ۳۸       | ۳۱     |
| ۲۷ | کره جنوبی         | ۱۱   | ۳۸   | ۷   | ۱۰    | ۲۱   | ۳۹     | ۷۸       | ۳۱     |
| ۲۸ | کلمبیا            | ۶    | ۲۲   | ۹   | ۳     | ۱۰   | ۳۲     | ۳۰       | ۳۰     |
| ۲۹ | رومانی            | ۷    | ۲۱   | ۸   | ۵     | ۸    | ۳۰     | ۳۲       | ۲۹     |
| ۳۰ | ژاپن              | ۷    | ۲۵   | ۷   | ۶     | ۱۲   | ۲۵     | ۳۳       | ۲۷     |
| ۳۱ | کاستاریکا         | ۶    | ۲۱   | ۶   | ۵     | ۱۰   | ۲۲     | ۳۹       | ۲۳     |
| ۳۲ | کامرون            | ۸    | ۲۶   | ۵   | ۸     | ۱۳   | ۲۲     | ۴۷       | ۲۳     |
| ۳۳ | مراکش             | ۶    | ۲۳   | ۵   | ۷     | ۱۱   | ۲۰     | ۲۷       | ۲۲     |
| ۳۴ | نیجریه            | ۶    | ۲۱   | ۶   | ۳     | ۱۲   | ۲۳     | ۳۰       | ۲۱     |
| ۳۵ | اسکاتلند          | ۸    | ۲۳   | ۴   | ۷     | ۱۲   | ۲۵     | ۴۱       | ۱۹     |
| ۳۶ | سنگال             | ۳    | ۱۲   | ۵   | ۳     | ۴    | ۱۶     | ۱۷       | ۱۸     |
| ۳۷ | غنا               | ۴    | ۱۵   | ۵   | ۳     | ۷    | ۱۸     | ۲۳       | ۱۸     |
| ۳۸ | پرو               | ۵    | ۱۸   | ۵   | ۳     | ۱۰   | ۲۱     | ۳۳       | ۱۸     |
| ۳۹ | اکوادور           | ۴    | ۱۳   | ۵   | ۲     | ۶    | ۱۴     | ۱۴       | ۱۷     |
| ۴۰ | بلغارستان         | ۷    | ۲۶   | ۳   | ۸     | ۱۵   | ۲۲     | ۵۳       | ۱۷     |
| ۴۱ | ترکیه             | ۲    | ۱۰   | ۵   | ۱     | ۴    | ۲۰     | ۱۷       | ۱۶     |
| ۴۲ | استرالیا          | ۶    | ۲۰   | ۴   | ۴     | ۱۲   | ۱۷     | ۳۷       | ۱۶     |
| ۴۳ | ایرلند            | ۳    | ۱۳   | ۲   | ۸     | ۳    | ۱۰     | ۱۰       | ۱۴     |
| ۴۴ | ایرلند شمالی      | ۳    | ۱۳   | ۳   | ۵     | ۵    | ۱۳     | ۲۳       | ۱۴     |
| ۴۵ | تونس              | ۶    | ۱۸   | ۳   | ۵     | ۱۰   | ۱۴     | ۲۶       | ۱۴     |
| ۴۶ | عربستان           | ۶    | ۱۹   | ۴   | ۲     | ۱۳   | ۱۴     | ۴۴       | ۱۴     |
| ۴۷ | ایران             | ۶    | ۱۸   | ۳   | ۴     | ۱۱   | ۱۳     | ۳۱       | ۱۳     |
| ۴۸ | الجزایر           | ۴    | ۱۳   | ۳   | ۳     | ۷    | ۱۳     | ۱۹       | ۱۲     |
| ۴۹ | ساحل عاج          | ۳    | ۹    | ۳   | ۱     | ۵    | ۱۳     | ۱۴       | ۱۰     |
| ۵۰ | آفریقای جنوبی     | ۳    | ۹    | ۲   | ۴     | ۳    | ۱۱     | ۱۶       | ۱۰     |
| ۵۱ | نروژ              | ۳    | ۸    | ۲   | ۳     | ۳    | ۷      | ۸        | ۹      |
| ۵۲ | آلمان شرقی        | ۱    | ۶    | ۲   | ۲     | ۲    | ۵      | ۵        | ۸      |
| ۵۳ | یونان             | ۳    | ۱۰   | ۲   | ۲     | ۶    | ۵      | ۲۰       | ۸      |
| ۵۴ | اوکراین           | ۱    | ۵    | ۲   | ۱     | ۲    | ۵      | ۷        | ۷      |
| ۵۵ | ولز               | ۲    | ۸    | ۱   | ۴     | ۳    | ۵      | ۱۰       | ۷      |
| ۵۶ | اسلوونی           | ۲    | ۶    | ۱   | ۱     | ۴    | ۵      | ۱۰       | ۴      |
| ۵۷ | کوبا              | ۱    | ۳    | ۱   | ۱     | ۱    | ۵      | ۱۲       | ۴      |
| ۵۸ | کرهٔ شمالی         | ۲    | ۷    | ۱   | ۱     | ۵    | ۶      | ۲۱       | ۴      |
| ۵۹ | بوسنی             | ۱    | ۳    | ۱   | –     | ۲    | ۴      | ۴        | ۳      |
| ۶۰ | جامائیکا          | ۱    | ۳    | ۱   | –     | ۲    | ۳      | ۹        | ۳      |
| ۶۱ | نیوزیلند          | ۲    | ۶    | –   | ۳     | ۳    | ۴      | ۱۴       | ۳      |
| ۶۲ | هندوراس           | ۳    | ۹    | –   | ۳     | ۶    | ۳      | ۱۴       | ۳      |
| ۶۳ | آنگولا            | ۱    | ۳    | –   | ۲     | ۱    | ۱      | ۲        | ۲      |
| ۶۴ | اسرائیل           | ۱    | ۳    | –   | ۲     | ۱    | ۱      | ۳        | ۲      |
| ۶۵ | مصر               | ۳    | ۷    | –   | ۲     | ۵    | ۵      | ۱۲       | ۲      |
| ۶۶ | ایسلند            | ۱    | ۳    | –   | ۱     | ۲    | ۲      | ۵        | ۱      |
| ۶۷ | کویت              | ۱    | ۳    | –   | ۱     | ۲    | ۲      | ۶        | ۱      |
| ۶۸ | ترینیداد و توباگو | ۱    | ۳    | –   | ۱     | ۲    | –      | ۴        | ۱      |
| ۶۹ | بولیوی            | ۳    | ۶    | –   | ۱     | ۵    | ۱      | ۲۰       | ۱      |
| ۷۰ | عراق              | ۱    | ۳    | –   | –     | ۳    | ۱      | ۴        | –      |
| ۷۱ | توگو              | ۱    | ۳    | –   | –     | ۳    | ۱      | ۶        | –      |
| ۷۲ | قطر               | ۱    | ۳    | –   | –     | ۳    | ۱      | ۷        | –      |
| ۷۳ | اندونزی           | ۱    | ۱    | –   | –     | ۱    | –      | ۶        | –      |
| ۷۴ | پاناما            | ۱    | ۳    | –   | –     | ۳    | ۲      | ۱۱       | –      |
| ۷۵ | امارات            | ۱    | ۳    | –   | –     | ۳    | ۲      | ۱۱       | –      |
| ۷۶ | چین               | ۱    | ۳    | –   | –     | ۳    | –      | ۹        | –      |
| ۷۷ | کانادا            | ۲    | ۶    | –   | –     | ۶    | ۲      | ۱۲       | –      |
| ۷۸ | هائیتی            | ۱    | ۳    | –   | –     | ۳    | ۲      | ۱۴       | –      |
| ۷۹ | جمهوری کنگو       | ۱    | ۳    | –   | –     | ۳    | –      | ۱۴       | –      |
| ۸۰ | السالوادور        | ۲    | ۶    | –   | –     | ۶    | ۱      | ۲۲       | –      |

- نکته: ح (حضور)، پ (برد)، ت (مساوی)، ش (باخت) گ. ز (گل زده)، گ. خ (گل خورده)

## جوایز
در پایان هر جام جهانی، جوایزی به بازیکنان و تیم‌ها برای دستاوردهایی غیر از آخرین موقعیت‌های تیمی آن‌ها در مسابقات اهدا می‌شود. در حال حاضر شش جایزه وجود دارد:
| جایزه                | برای                              | تعیین‌کننده                 | نخستین اعطا | توضیحات | ارجاع  |
| -------------------- | --------------------------------- | -------------------------- | ----------- | --- | ------ |
| توپ طلا              | بهترین بازیکن                     | رأی‌گیری از اهالی رسانه     | ۱۹۸۲        | توپ نقره و توپ برنز به بازیکنانی تعلق می‌گیرد که در رأی‌گیری دوم و سوم شوند                                           | [ ۷۵ ] |
| کفش طلا              | بهترین گلزن                       | تعداد گل                   | ۱۹۸۲        | با اینکه برای نخستین بار از سال ۱۹۸۲ این جایزه اعطا شده، اما طبق تصمیم فیفا، برای همهٔ ادوار جام جهانی تعمیم داده شد | [ ۷۶ ] |
| دستکش طلا            | بهترین دروازه‌بان                  | گروه مطالعات فنی فیفا      | ۱۹۹۴        | قبلاً جایزهٔ یاشین نام داشت                                                                                           | [ ۷۷ ] |
| بهترین بازیکن جوان   | بهترین بازیکن زیر ۲۱ سال          | گروه مطالعات فنی فیفا      | ۲۰۰۶        | | [ ۷۸ ] |
| بازی جوانمردانهٔ فیفا | تیم ارائه‌کنندهٔ بازی جوانمردانه    | کمیتهٔ بازیٔ جوانمردانه فیفا | ۱۹۷۸        | تعیین معیارهای بازی جوانمردانه بر اساس سیستم امتیازدهی کمیتهٔ بازی جوانمردانه در فیفا است                            | [ ۷۸ ] |
| سرگرم‌کننده‌ترین تیم   | تیم ارائه‌کنندهٔ بازی‌های سرگرم‌کننده | نظرسنجی از عموم            | ۱۹۹۴        | | [ ۷۸ ] |

از جام جهانی ۱۹۹۸ تیم ستارگان متشکل از بهترین بازیکنان مسابقات نیز برای هر مسابقه اعلام شده است.

## آمارها و رکوردها

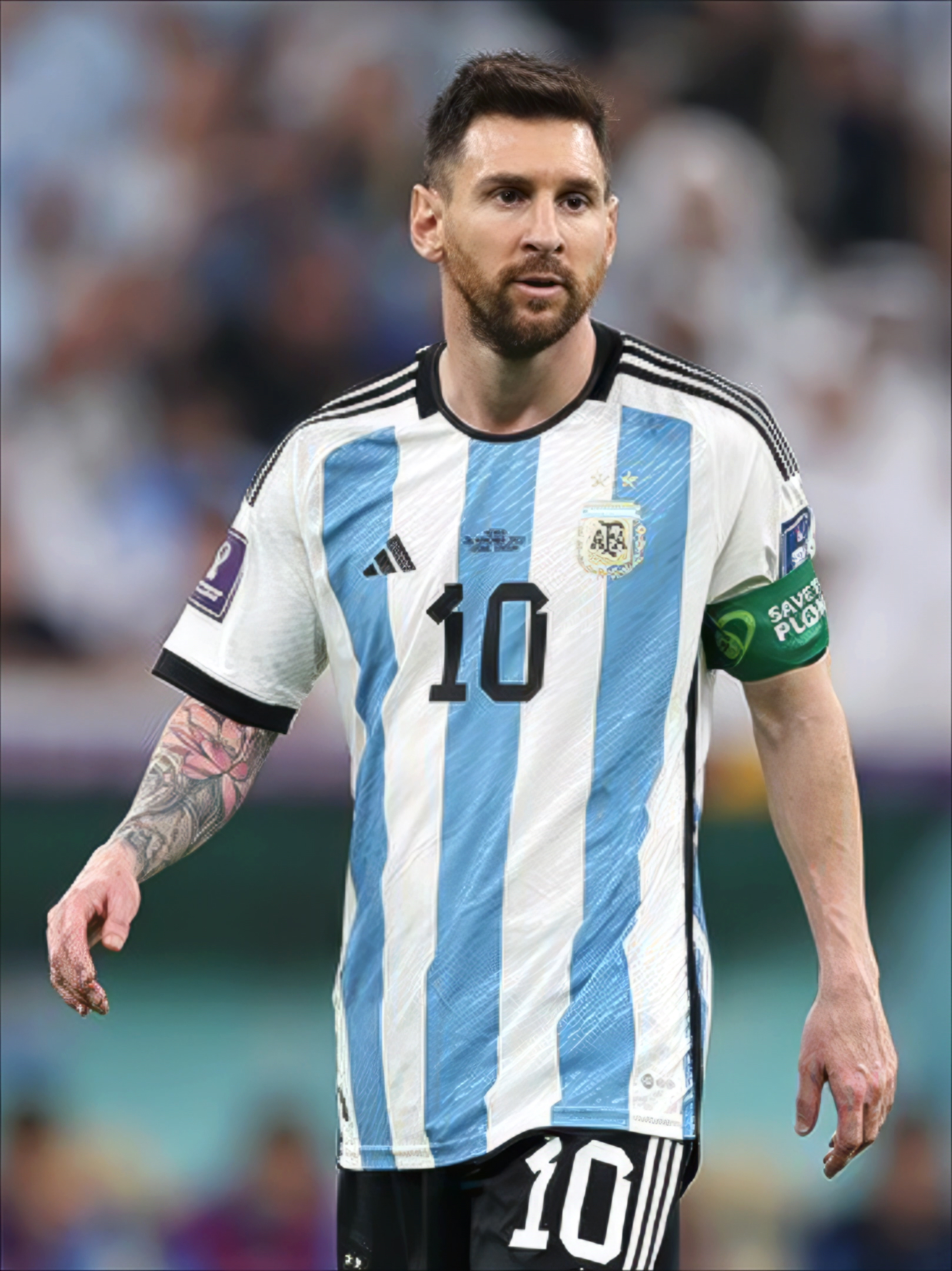
لیونل مسی آرژانتینی رکورد ۲۶ بازی جام جهانی را در مجموع پنج دوره به ثبت رسانده است.

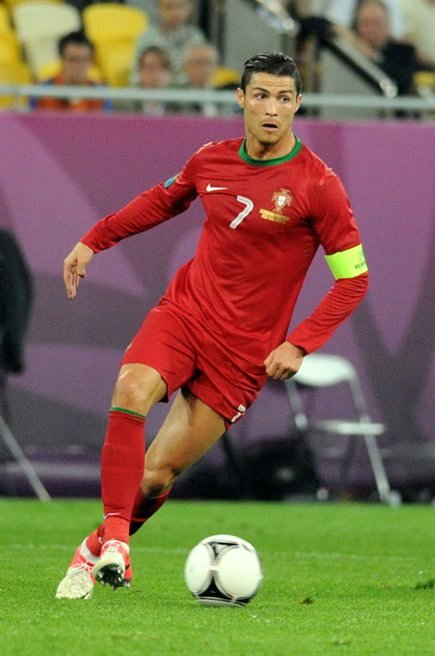
کریستیانو رونالدو اولین و تنها بازیکنی است که در پنج دوره گلزنی کرده است.

پنج بازیکن در جام‌های جهانی مختلف، مشترکاً رکورد بیشترین حضور در جام‌های جهانی را دارند: آنتونیو کارباخال (۱۹۵۰–۱۹۶۶)، رافائل مارکز (۲۰۰۲–۲۰۱۸)، لوتار ماتئوس (۱۹۸۲–۱۹۹۸)، لیونل مسی (۲۰۰۶–۲۰۲۲) و کریستیانو رونالدو (۲۰۰۶–۲۰۲۲) که همگی در ۵ جام جهانی حضور داشتند؛ رونالدو اولین و تنها بازیکنی است که در ۵ تورنمنت مختلف جام جهانی گلزنی کرده است، و مسی با ۲۶ بازی، بیشترین بازی را در جام جهانی انجام داده است. دیژالما سانتوس (۱۹۵۴–۱۹۶۲)، فرانتس بکن‌باوئر (۱۹۶۶–۱۹۷۴) و فیلیپ لام (۲۰۰۶–۲۰۱۴) تنها بازیکنانی هستند که در سه جام جهانی عضو تیم‌های ستارگان بودند.

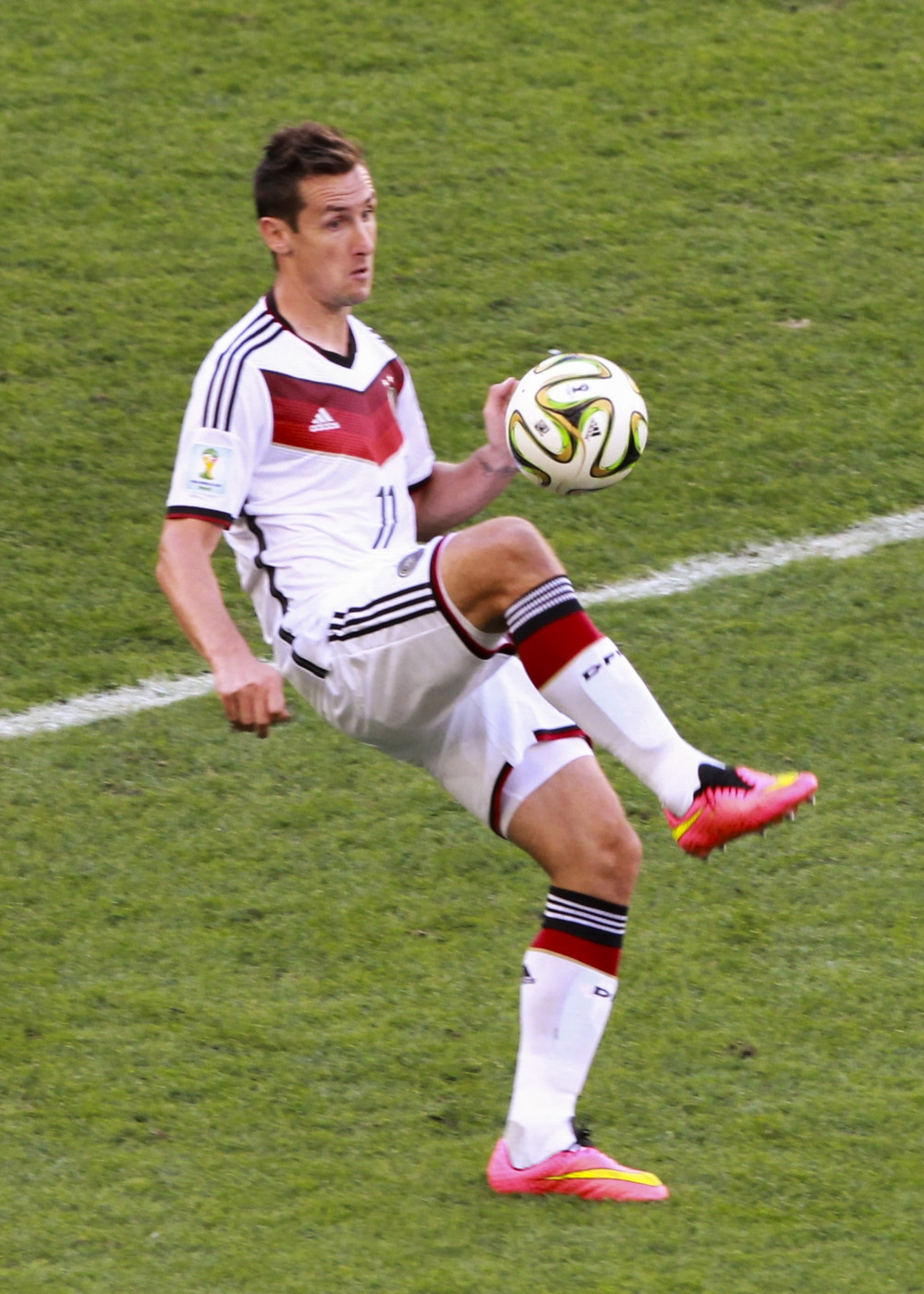
میروسلاو کلوزه با ۱۶ گل در چهار جام جهانی، بهترین گلزن جام جهانی است.

میروسلاو کلوزه (۲۰۰۲–۲۰۱۴) با ۱۶ گل بهترین گلزن تاریخ جام جهانی است. او رکورد ۱۵ گل رونالدو (۱۹۹۸–۲۰۰۶) را در بازی نیمه‌نهایی ۲۰۱۴ مقابل برزیل شکست. گرد مولر (۱۹۷۰–۱۹۷۴) با ۱۴ گل در ردهٔ سوم است. گلزن چهارم، ژوست فونتن، رکورددار بیشترین گل زده در یک جام جهانی نیز هست، همهٔ ۱۳ گل او در جام جهانی ۱۹۵۸ به ثمر رسید.
در نوامبر ۲۰۰۷، فیفا اعلام کرد که اعطای مدال به همه اعضای تیم باید عطف به ماسبق شود و به تمام اعضای تیم‌های قهرمان جام جهانی بین سال‌های ۱۹۳۰ تا ۱۹۷۴ مدال‌های طلا اعطا شود. درنتیجه پله تنها بازیکن دارنده سه مدال طلای جام جهانی (۱۹۵۸، ۱۹۶۲ و ۱۹۷۰) شد؛ اگرچه به دلیل مصدومیت در فینال ۱۹۶۲ بازی نکرده بود. ۲۰ بازیکن دیگر دو مدال طلا دارند. هفت بازیکن هر سه نوع مدال جام جهانی (طلا، نقره و برنز) را به دست آورده‌اند که پنج نفرشان از تیم ۱۹۶۶–۱۹۷۴ آلمان غربی بودند: فرانتس بکن‌باوئر، یورگن گرابوفسکی، هورشت-دیتر هوتگس، سپ مایر، و ولفگانگ اویرات (۱۹۶۶–۱۹۷۴)، نفر ششم، فرانکو بارزی ایتالیایی (۱۹۸۲، ۱۹۹۰، ۱۹۹۴) و جدیدترین آنها میروسلاو کلوزه آلمان (۲۰۰۲–۲۰۱۴) با چهار مدال متوالی.
ماریو زاگالو، فرانتس بکن‌باوئر و دیدیه دشان تنها افرادی هستند که تا به امروز هم به عنوان بازیکن و هم به عنوان سرمربی قهرمان جام جهانی شده‌اند. زاگالو در سال‌های ۱۹۵۸ و ۱۹۶۲ به عنوان بازیکن و در سال ۱۹۷۰ به عنوان سرمربی قهرمان شد. بکن باوئر در سال ۱۹۷۴ به عنوان کاپیتان و در سال ۱۹۹۰ به عنوان سرمربی قهرمان شد. دشان این کار را در سال ۲۰۱۸ پس از قهرمانی در سال ۱۹۹۸ به عنوان کاپیتان تکرار کرد. ویتوریو پوتسو تنها سرمربی‌ای است که تاکنون دو جام جهانی (۱۹۳۴ و ۱۹۳۸) را برده است. همهٔ سرمربیان قهرمان جام جهانی، اهل همان کشوری بودند که قهرمان شد.
در بین تیم‌های ملی، آلمان و برزیل بیشترین بازی را در جام جهانی انجام داده‌اند (۱۰۹ بازی)، آلمان رکورددار حضور در فینال‌ها (۸)، نیمه نهایی (۱۳) و یک چهارم نهایی (۱۶) است، در حالی که برزیل رکوردار بیشترین حضور در جام جهانی (۲۱)، بیشترین برد (۷۳) و بیشترین گل زده (۲۲۹) است. این دو تیم دو بار در جام جهانی، در فینال ۲۰۰۲ و در نیمه‌نهایی ۲۰۱۴ با یکدیگر بازی کرده‌اند.

### بهترین گلزنان
| رتبه | بازیکن          | گل |
| ---- | --------------- | -- |
| ۱    | میروسلاو کلوزه  | ۱۶ |
| ۲    | رونالدو نازاریو | ۱۵ |
| ۳    | گرد مولر        | ۱۴ |
| ۴    | ژوست فونتن      | ۱۳ |
| ۴    | مسی             | ۱۳ |
| ۶    | پله             | ۱۲ |
| ۶    | امباپه          | ۱۲ |
| ۸    | یورگن کلینزمن   | ۱۱ |
| ۸    | شاندور کوچیش    | ۱۱ |

### عملکرد تیم‌ها
با این که تا سال ۱۹۹۰ هر برد ۲ امتیاز داشت، در جدول رده‌بندی تیم‌ها، برای هر برد ۳ امتیاز، هر مساوی ۱ امتیاز و هر باخت ۰ امتیاز در نظر گرفته شده است. طبق یک قرارداد آماری در فوتبال، مسابقاتی که در وقت اضافه به نتیجه می‌رسند به‌صورت برد و باخت محاسبه می‌شوند اما مسابقاتی که در  ضربات پنالتی نتیجهٔ آن‌ها مشخص می‌شود به‌صورت تساوی محاسبه می‌شوند. تیم‌ها بر اساس مجموع امتیازات، سپس تفاضل گل و سپس گل‌های زده رتبه‌بندی شده‌اند.
| ردیف | تیم      | حضور | قهرمانی | تعداد بازی | برد | مساوی | باخت | گل زده | گل خورده | تفاضل گل | امتیاز |
| ---- | -------- | ---- | ------- | ---------- | --- | ----- | ---- | ------ | -------- | -------- | ------ |
| ۱    | برزیل    | ۲۲   | ۵       | ۱۱۴        | ۷۶  | ۱۹    | ۱۹   | ۲۳۷    | ۱۰۸      | ۱۲۹+     | ۲۴۷    |
| ۲    | آلمان    | ۲۰   | ۴       | ۱۱۲        | ۶۸  | ۲۱    | ۲۳   | ۲۳۲    | ۱۳۰      | ۱۰۲+     | ۲۲۵    |
| ۳    | آرژانتین | ۱۸   | ۳       | ۸۸         | ۴۷  | ۱۷    | ۲۴   | ۱۵۲    | ۱۰۱      | ۵۱+      | ۱۵۸    |
| ۴    | ایتالیا  | ۱۸   | ۴       | ۸۳         | ۴۵  | ۲۱    | ۱۷   | ۱۲۸    | ۷۷       | ۵۱+      | ۱۵۶    |
| ۵    | فرانسه   | ۱۶   | ۲       | ۷۳         | ۳۹  | ۱۴    | ۲۰   | ۱۳۶    | ۸۵       | ۵۱+      | ۱۳۱    |
| ۶    | انگلیس   | ۱۶   | ۱       | ۷۴         | ۳۲  | ۲۲    | ۲۰   | ۱۰۴    | ۶۸       | ۳۶+      | ۱۱۸    |
| ۷    | اسپانیا  | ۱۶   | ۱       | ۶۷         | ۳۱  | ۱۷    | ۱۹   | ۱۰۸    | ۷۵       | ۳۳+      | ۱۱۰    |
| ۸    | هلند     | ۱۱   | ۰       | ۵۵         | ۳۰  | ۱۴    | ۱۱   | ۹۶     | ۵۲       | ۴۴+      | ۱۰۴    |